# Brasil
Brasil, quốc hiệu là Cộng hòa Liên bang Brasil, là quốc gia lớn nhất Nam Mỹ. Brasil là quốc gia lớn thứ năm trên thế giới về diện tích và lớn thứ bảy về dân số với hơn 212 triệu người (số liệu 2024). Brasil là quốc gia nói tiếng Bồ Đào Nha duy nhất ở châu Mỹ và lớn nhất trên thế giới.
Nước này tiếp giáp với 11 quốc gia và vùng lãnh thổ bao gồm Venezuela, Guyana, Suriname và Guyane thuộc Pháp về phía bắc, Colombia về phía tây bắc, Bolivia và Peru về phía tây, Argentina và Paraguay về phía tây nam và Uruguay về phía nam. Phía đông Brasil là một đường bờ biển dài 7.491 km tiếp giáp với Đại Tây Dương. Lãnh thổ Brasil bao gồm nhiều quần đảo như Fernando de Noronha, Đảo san hô Rocas, Saint Peter và Paul Rocks, và Trindade và Martim Vaz. Brasil tiếp giáp với tất cả các nước ở Nam Mỹ khác trừ Ecuador và Chile.
Brasil là thuộc địa của Bồ Đào Nha từ khi Pedro Álvares Cabral đặt chân đến năm 1500 cho đến năm 1815 khi nước này được nâng lên cho Vương quốc Liên hiệp Bồ Đào Nha, Brasil và Algarve. Liên kết thuộc địa tan vỡ năm 1808 khi thủ đô của Vương quốc Bồ Đào Nha được chuyển từ Lisboa đến Rio de Janeiro sau khi Napoléon xâm lược Bồ Đào Nha. Brasil giành được độc lập từ Bồ Đào Nha vào năm 1822. Đầu tiên là Đế quốc Brasil, sau đó trở thành một nền cộng hòa vào năm 1889 mặc dù cơ quan lập pháp lưỡng viện hay bây giờ là quốc hội đã có từ năm 1824, khi hiến pháp đầu tiên được thông qua. Hiến pháp hiện nay xác lập Brasil là một nước cộng hòa liên bang. Liên bang được hình thành bởi liên hiệp của Quận liên bang, 26 bang và 5.564 khu tự quản.
Kinh tế Brasil là nền kinh tế lớn thứ chín trên thế giới theo GDP danh nghĩa và thứ bảy dựa trên GDP sức mua tương đương. Đây là một trong những nền kinh tế có tốc độ tăng trưởng nhanh nhất thế giới. Cải cách kinh tế đã đem lại cho đất nước sự công nhận mới của quốc tế. Brasil là thành viên của Liên Hợp Quốc, G20, CPLP, Liên minh Latinh, Tổ chức các bang Ibero–Mỹ, Mercosul, Liên minh các Quốc gia Nam Mỹ, BRIC. Brasil cũng là nơi có môi trường tự nhiên và hoang dã phong phú và nhiều tài nguyên tự nhiên ở các khu được bảo tồn.

## Lịch sử

### Thời kỳ Tiền Colombo

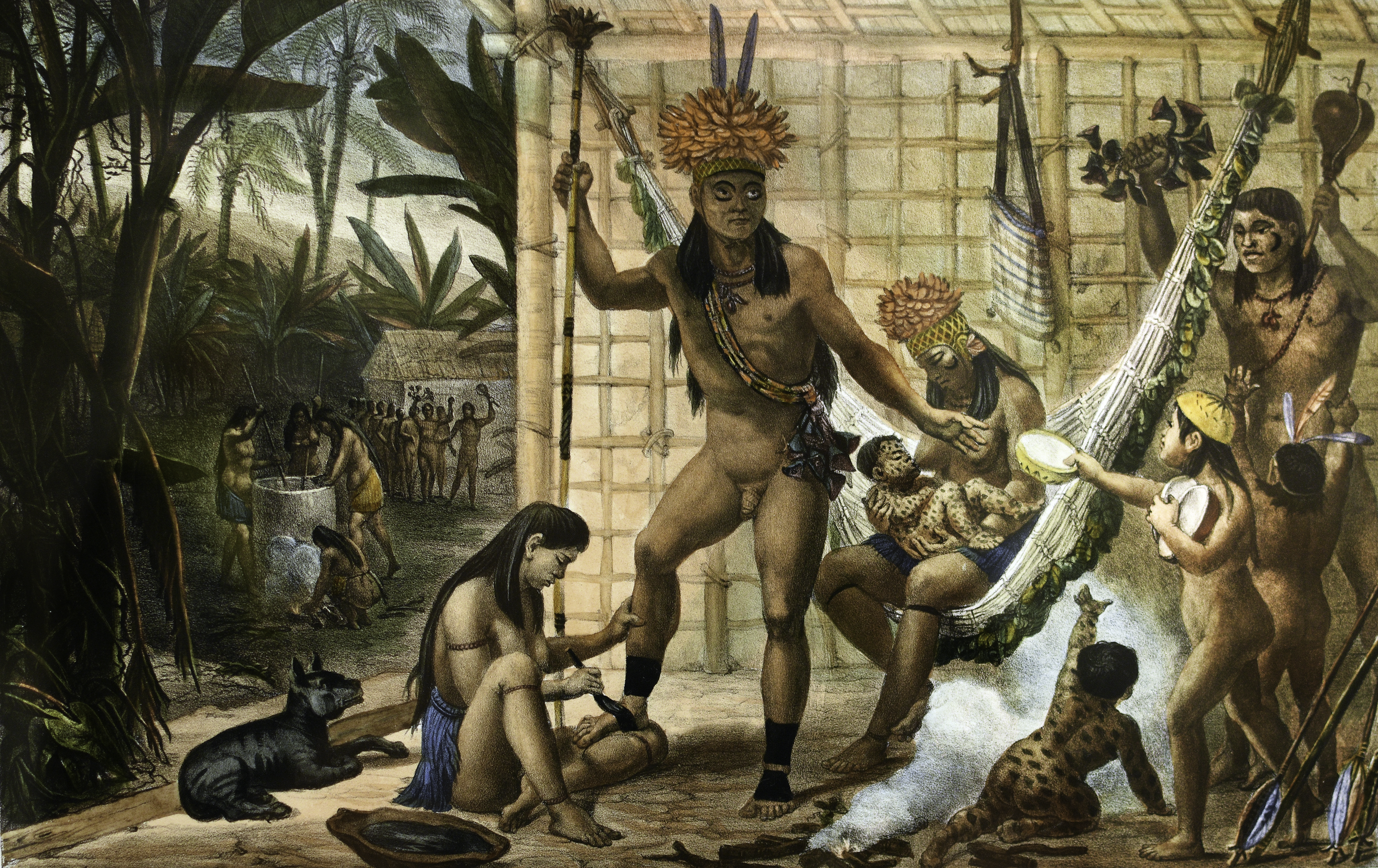
Thổ dân Brasil - tranh của Jean-Baptiste Debret

Những hóa thạch được tìm thấy tại Brazil là bằng chứng về việc con người đã đến định cư tại vùng đất này ít nhất 8000 năm về trước. Tuy nhiên câu hỏi về việc ai là người đầu tiên đến Brazil vẫn còn là một vấn đề gây tranh cãi. Nhìn chung các nhà khảo cổ học cho rằng đó là những thợ săn người châu Á di cư qua eo biển Bering qua Alaska, xuống châu Mỹ rồi đến Brasil. Tuy nhiên một số nhà khảo cổ khác lại cho rằng những cư dân cổ hơn tại Brazil có nguồn gốc gần với người châu Úc và châu Phi bản địa.
Trong khi người da đỏ phía tây dãy núi Andes phát triển những quốc gia thành thị có nền văn hóa cao, tiêu biểu như Đế chế Inca ở Peru thì người da đỏ ở Brazil lại sống theo hình thức bán du mục gồm săn bắn, đánh bắt cá và trồng trọt. Họ không có chữ viết hay xây dựng những công trình kiến trúc quy mô cho nên việc tìm hiểu về họ rất khó khăn, chủ yếu là qua đồ gốm. Khi người châu Âu tìm ra Brazil, mật độ thổ dân ở Brasil rất thấp, dân số chỉ khoảng 1 triệu người. Ngày nay, thổ dân da đỏ ở Brzsil một phần bị lai với các chủng tộc khác hoặc sống nguyên thủy trong những rừng Amazon.

### Thuộc địa Brasil

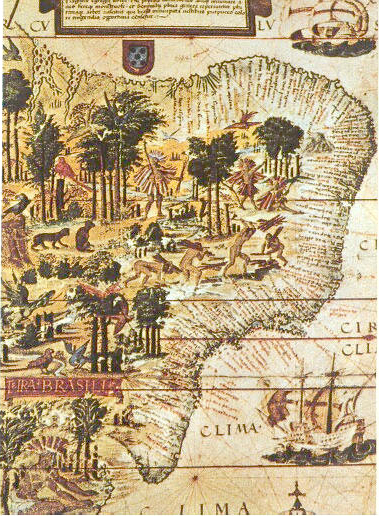
Một tấm bản đồ Brasil của những nhà thám hiểm Bồ Đào Nha năm 1519

Brasil được khám phá bởi nhà thám hiểm Pedro Álvares Cabral người Bồ Đào Nha vào ngày 22 tháng 4 năm 1500.
Thời gian đầu, người Bồ Đào Nha không mấy mặn mà với Brasil mà tập trung nhiều hơn vào các hoạt động thương mại với Trung Quốc, Ấn Độ và Indonesia. Với nguồn tài nguyên và đất đai chưa khai phá hết sức lớn, nhiều nước châu Âu khác như Pháp và Hà Lan cũng muốn lập thuộc địa tại Brasil song cuối cùng đều thất bại trước người Bồ Đào Nha.
Tên gọi Brasil bắt nguồn từ tên một mặt hàng xuất khẩu chủ lực của vùng đất này: cây vang (trong tiếng Bồ Đào Nha là Pau-Brasil), một loại cây cung cấp nhựa để làm phẩm nhuộm màu đỏ. Sang thế kỷ XVII, mía dần thay thế cây vang để trở thành mặt hàng xuất khẩu chủ lực của Brasil. Các quý tộc và chủ đất người Bồ Đào Nha đã lập ra các đồn điền trồng mía rộng lớn và bắt hàng triệu người da đen từ châu Phi sang làm nô lệ làm việc trên các đồn điền này. Người da đen bị đối xử rất khắc nghiệt nên họ đã nhiều lần nổi dậy đấu tranh, mà tiêu biểu là cuộc khởi nghĩa năm 1835 tại Salvador, Bahia song thường không thành công.

### Đế chế Brazil

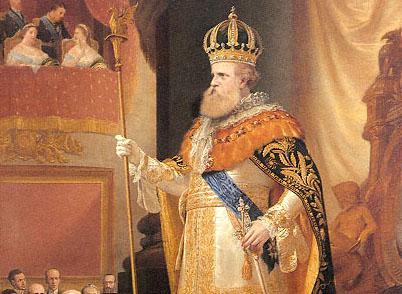
Hoàng đế Pedro II của Brasil

Vào năm 1808, để chạy trốn khỏi quân đội Napoléon, hoàng gia Bồ Đào Nha cùng chính phủ đã di cư đến thủ đô lúc bấy giờ của Brasil là Rio de Janeiro. Đây là sự di cư xuyên lục địa của một hoàng tộc duy nhất trong lịch sử. Năm 1815, vua João VI của Bồ Đào Nha tuyên bố Brazil là một vương quốc hợp nhất với Bồ Đào Nha và Algarve (nay là miền nam Bồ Đào Nha). Từ đó, về mặt danh nghĩa thì Brazil không còn là một thuộc địa nữa nhưng quyền nhiếp chính thì vẫn nằm trong tay của Bồ Đào Nha. Khi João VI trở về Bồ Đào Nha vào năm 1821, con trai ông là Pedro lên nối ngôi vua Brazil. Ngày 7 tháng 9 năm 1822, trước phong trào đấu tranh của người dân, Pedro đã tuyên bố Brasil ly khai khỏi Bồ Đào Nha ("Độc lập hay là Chết") và thành lập Đế chế Brasil độc lập. Vua Pedro tự phong danh hiệu Hoàng đế Pedro I của Brasil và thường được biết đến với tên gọi Dom Pedro.
Hoàng đế Pedro I trở về Bồ Đào Nha vào năm 1831 do những bất đồng với các chính trị gia Brazil. Con trai ông là vua Pedro II lên ngôi năm 1840 khi mới 14 tuổi sau 9 năm chế độ nhiếp chính. Pedro II đã xây dựng một chế độ quân chủ gần giống nghị viện kéo dài đến năm 1889 khi ông bị phế truất trong một cuộc đảo chính để thành lập nước cộng hòa. Trước khi kết thúc thời gian cai trị của mình, vua Pedro II đã xóa bỏ chế độ chiếm hữu nô lệ tại Brasil vào năm 1888. Đây cũng chính là nguyên nhân khiến ông bị giới chủ nô căm ghét và loại bỏ khỏi ngai vàng.

### Nền Cộng hòa cũ (1889-1930)
Pedro II bị phế truất vào ngày 15 tháng 11 năm 1889 trong một cuộc đảo chính quân sự của những người cộng hòa. Tướng Deodero de Fonseca, người lãnh đạo cuộc đảo chính đã trở thành tổng thống trên thực tế đầu tiên của Brazil. Tên của đất nước được đổi thành Cộng hòa Hợp chúng quốc Brasil (đến năm 1967 thì đổi lại thành Cộng hòa Liên bang Brasil như ngày nay). Trong khoảng thời gian từ năm 1889 đến năm 1930, Brazil là một quốc gia với chính phủ theo thể chế dân chủ lập hiến, với chức tổng thống luân phiên giữa hai bang lớn là São Paulo và Minas Gerais.
Đến cuối thế kỷ XIX, cà phê đã trở thành mặt hàng xuất khẩu chủ lực của Brasil thay cho đường mía. Việc buôn bán cà phê với nước ngoài đã làm nên sự thịnh vượng của Brazil về mặt kinh tế, đồng thời cũng thu hút một số lượng đáng kể người nhập cư đến từ các quốc gia châu Âu, chủ yếu là Italia và Đức. Dân số tăng lên cùng với nguồn nhân công dồi dào đã cho phép đất nước Brasil phát triển các ngành công nghiệp và mở rộng lãnh thổ vào sâu hơn trong lục địa.
Thời kỳ này, với tên gọi là "Nền Cộng hòa cũ" kết thúc vào năm 1930 do một cuộc đảo chính quân sự mà sau đó Getúlio Vargas lên chức tổng thống.

### Chủ nghĩa dân túy và sự phát triển (1930-1964)
Getúlio Vargas lên nắm quyền sau cuộc đảo chính của giới quân sự năm 1930. Ông đã cai trị Brazil như một nhà độc tài với những thời kỳ dân chủ xen kẽ. Sau năm 1930, chính phủ Brasil vẫn tiếp tục thành công trong các dự án phát triển nông nghiệp, công nghiệp và mở mang vùng lãnh thổ nội địa rộng lớn của Brasil.
Tổng thống Getúlio Vargas đã cai trị như một nhà độc tài trong hai nhiệm kỳ 1930-1934 và 1937-1945. Ông tiếp tục được bầu làm tổng thống Brazil trong khoảng thời gian 1951-1954. Getúlio Vargas đã có những ý tưởng mới về nền chính trị của Brasil để thúc đẩy hơn nữa sự phát triển đất nước. Ông hiểu rằng trong bối cảnh nền công nghiệp đang phát triển mạnh tại Brasil lúc bấy giờ, những người công nhân sẽ trở thành một thế lực chính trị đông đảo tại đây, kèm theo một hình thức quyền lực chính trị mới - chủ nghĩa dân túy. Nắm bắt được điều đó, tổng thống Vargas đã kiểm soát nền chính trị của Brazil một cách tương đối ổn định trong vòng 15 năm đến khi ông tự tử vào năm 1954.
Sau hai giai đoạn độc tài dưới thời tổng thống Getúlio Vargas, nhìn chung chế độ dân chủ đã chiếm ưu thế tại Brazil trong khoảng thời gian 1945-1964. Một trong những sự kiện quan trọng diễn ra trong thời kỳ này là thủ đô của Brasil được chuyển từ thành phố Rio de Janeiro sang thành phố Brasília.

### Chế độ độc tài quân sự (1964-1985)
Những khủng hoảng về mặt kinh tế, xã hội đã dẫn tới cuộc đảo chính của giới quân sự vào năm 1964. Cuộc đảo chính đã nhận được sự giúp đỡ một số chính trị gia quan trọng, ví dụ như José de Magalhães Pinto, thống đốc bang Minas Gerais và nhận được sự hậu thuẫn của chính phủ Mỹ. Sau cuộc đảo chính, một giai đoạn độc tài quân sự được thiết lập tại Brasil trong vòng 21 năm với việc quân đội kiểm soát toàn bộ nền chính trị của đất nước. Nền kinh tế Brazil đã đạt được mức tăng trưởng thần kỳ trong giai đoạn cầm quyền của chính phủ quân sự từ năm 1968 đến 1980 (giai đoạn này được đề cập đến bằng cụm từ "Phép màu Brasil). Bộ mặt của đất nước thay đổi nhanh chóng (năm 1960 55% dân số Brasil vẫn còn sống ở nông thôn, đến năm 1980 đã có 67% dân số Brasil sống ở các thành thị ). Giai đoạn tăng trưởng này chỉ chấm dứt vào năm 1979 do tác động của cuộc khủng hoảng giá dầu.

### Brazil từ năm 1985 đến nay
Năm 1985, Brazil bắt đầu quay trở lại tiến trình dân chủ. Tancredo Neves được bầu làm tổng thống nhưng ông đã qua đời trước khi tuyên thệ nhậm chức, phó tổng thống José Sarney được cử lên thay thế. Vào tháng 12 năm 1989, Fernando Collor de Mello được bầu làm tổng thống và ông đã dành những năm đầu tiên của nhiệm kỳ để khắc phục tình trạng siêu lạm phát của Brazil, lúc bấy giờ đã đạt mức 25% mỗi tháng. Những tổng thống kế nhiệm ông đã tiếp tục duy trì các chính sách kinh tế mở như tự do thương mại và tiến hành tư nhân hóa các xí nghiệp của nhà nước.
Tháng 1 năm 1995, Fernando Henrique Cardoso nhậm chức tổng thống Brazil sau khi đánh bại ứng cử viên cánh tả Lula da Silva. Ông đã có những kế hoạch cải cách kinh tế hiệu quả và đưa Brasil vượt qua cuộc khủng hoảng tài chính năm 1998. Năm 2000, tổng thống Condor đã yêu cầu phải công khai những tài liệu về mạng lưới các chế độ độc tài quân sự tại Nam Mỹ.
Ngày nay, một trong những vấn đề khó khăn nhất của đất nước Brazil là sự bất bình đẳng trong thu nhập cũng như nhiều vấn đề xã hội nhức nhối khác. Vào thập niên 1990, vẫn còn khoảng một phần tư dân số Brasil sống dưới mức 1 đô la Mỹ một ngày. Những căng thẳng về xã hội và kinh tế này đã giúp ứng cử viên cánh tả Lula de Silva thắng cử tổng thống vào năm 2002. Sau khi nhậm chức, các chính sách kinh tế dưới thời tổng thống Cardoso vẫn được duy trì. Mặc dù có một vài tai tiếng trong chính phủ song nhiều chính sách xóa đói giảm nghèo của tổng thống Silva đã thu được thành công nhất định. Ông đã nâng mức lương tối thiểu từ 200 real lên 350 real trong vòng 4 năm, xây dựng chương trình Fome Zero (Không có người đói) để giải quyết nạn đói trong tầng lớp người nghèo tại Brazil. Những chính sách nhằm giảm tỉ lệ thất nghiệp và sự phụ thuộc vào dầu lửa cũng đã mang lại hiệu quả tích cực. Năm 2010, Dilma Rousseff trở thành vị tổng thống nữ đầu tiên của Brazil. Tuy nhiên, do sự phẫn nộ và thất vọng tích lũy trong nhiều thập niên bởi tình trạng tham nhũng, sự tàn bạo của cảnh sát, sự thiếu hiệu quả của hệ thống chính trị và dịch vụ công cộng, nhiều cuộc biểu tình ôn hòa của người dân đã nổ ra ở Brasil ngay từ giữa nhiệm kỳ đầu tiên của Dilma Rousseff. Ngày 31 tháng 8 năm 2016, Thượng viện đã bỏ phiếu 61-20 buộc Rousseff về tội vi phạm luật ngân sách và phế truất Dilma Rousseff khỏi chức vụ tổng thống. Bà bị cáo buộc sử dụng trái phép ngân quỹ từ ngân hàng nhà nước để trám vào thâm hụt ngân sách liên bang trong một nỗ lực nhằm tăng cường tỉ lệ ủng hộ trong cuộc bầu cử tổng thống năm 2014.
Michel Temer trở thành Tổng thống Brasil vào ngày 31 tháng 8 năm 2016. Trong năm 2017, Tòa án Tối cao đã yêu cầu điều tra 71 nhà lập pháp Brasil và chín bộ trưởng trong nội các của Tổng thống Michel Temer với cáo buộc có liên quan đến vụ bê bối tham nhũng Petrobras. Chính Tổng thống Temer cũng bị cáo buộc là có hành vi tham nhũng.

## Địa lý

### Lãnh thổ và địa hình

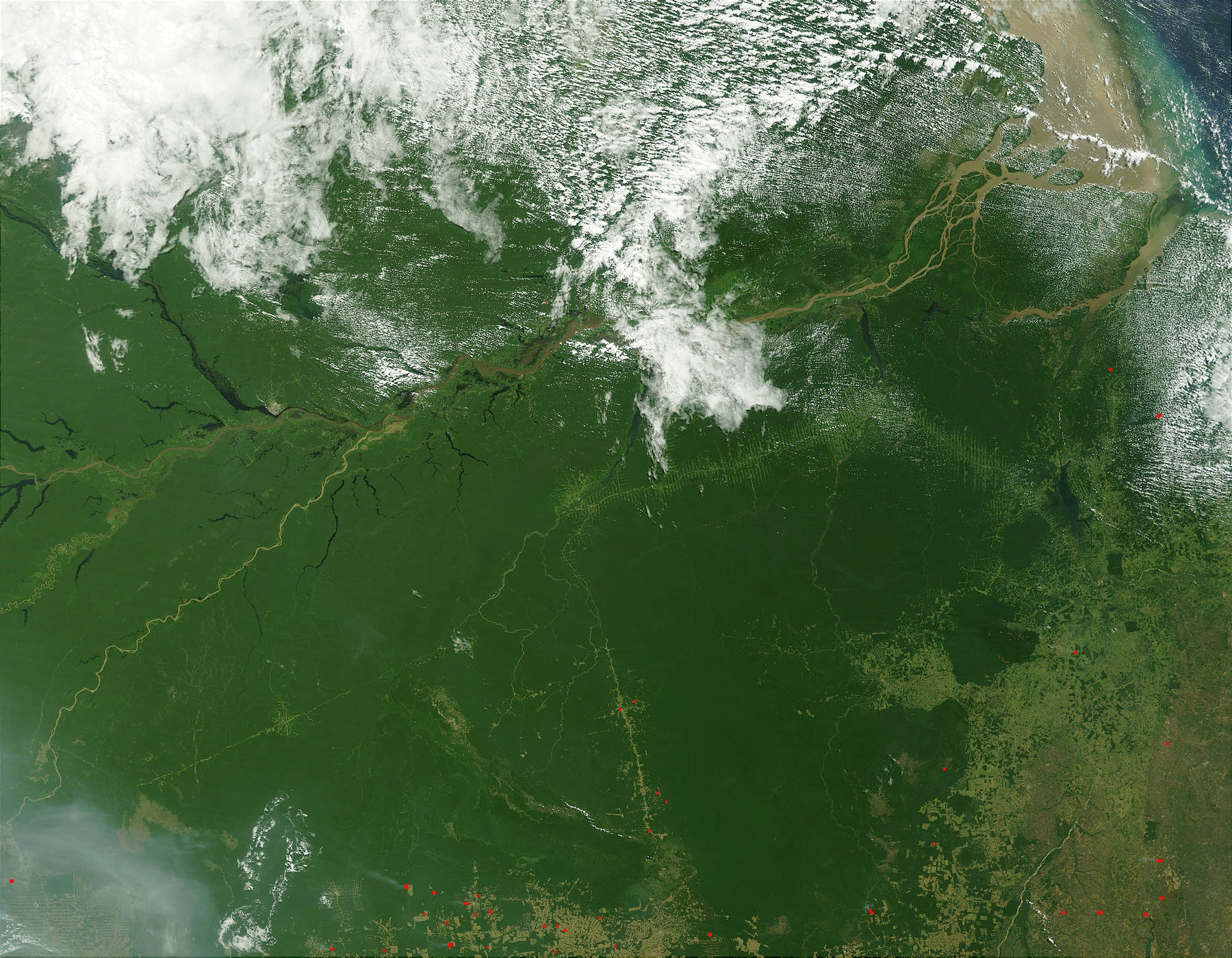
Ảnh chụp rừng Amazon từ vệ tinh

Brasil là một quốc gia rộng lớn. Tổng diện tích của nước này là 8.514.876,599 km², chiếm tới một nửa diện tích lục địa Nam Mỹ. Lãnh thổ Brasil tiếp giáp với các quốc gia và vùng lãnh thổ là Argentina, Bolivia, Colombia, Guiana thuộc Pháp, Guyana, Paraguay, Peru, Suriname, Uruguay và Venezuela. Brasil có quốc gia có diện tích lớn thứ năm trên thế giới, chỉ đứng sau Nga, Canada, Mỹ và Trung Quốc. Lãnh thổ nước này trải dài trên 4 múi giờ khác nhau. Brasil còn có một đường bờ biển dài 7367 km tiếp giáp với Đại Tây Dương.
Về địa hình, Brasil là một trong những nước có nhiều hệ thống sông lớn nhất trên thế giới. Nước này có tổng cộng 8 bồn địa lớn, nước của các con sông đi qua các bồn địa này để thoát ra Đại Tây Dương. Sông Amazon là con sông lớn nhất thế giới tính theo dung lượng nước và đồng thời là con sông dài thứ hai trên thế giới. Lưu vực sông Amazon rộng lớn và màu mỡ đã tạo điều kiện cho những cánh rừng mưa nhiệt đới hùng vĩ phát triển cùng với một hệ thống sinh vật phong phú. Ngoài ra còn phải kể đến hệ thống sông Paraná và phụ lưu của nó, sông Iguaçu, nơi có thác nước Iguaçu nổi tiếng. Bên cạnh đó còn có các sông Negro, São Francisco, Xingu, Madeira và Tapajos. Một số hòn đảo và đảo san hô trên Đại Tây Dương cũng thuộc chủ quyền của Brasil.
Địa hình của Brasil phân bố rất đa dạng và phức tạp. Tuy nhiên nhìn chung ta có thể chia địa hình của Brasil ra làm hai vùng chính. Phần lớn lãnh thổ ở phía bắc của Brasil là những vùng đất thấp được che phủ bởi rừng Amazon. Trong khi đó, phía nam của nước này có địa hình chủ yếu lại là đồi và những vùng núi thấp. Vùng bờ biển giáp Đại Tây Dương có nhiều dãy núi cao, có độ cao so với mặt nước biển là 2900 m. Đỉnh núi cao nhất Brasil là đỉnh Pico da Neblina, cao 3.014 m thuộc cao nguyên Guiana.

### Khí hậu

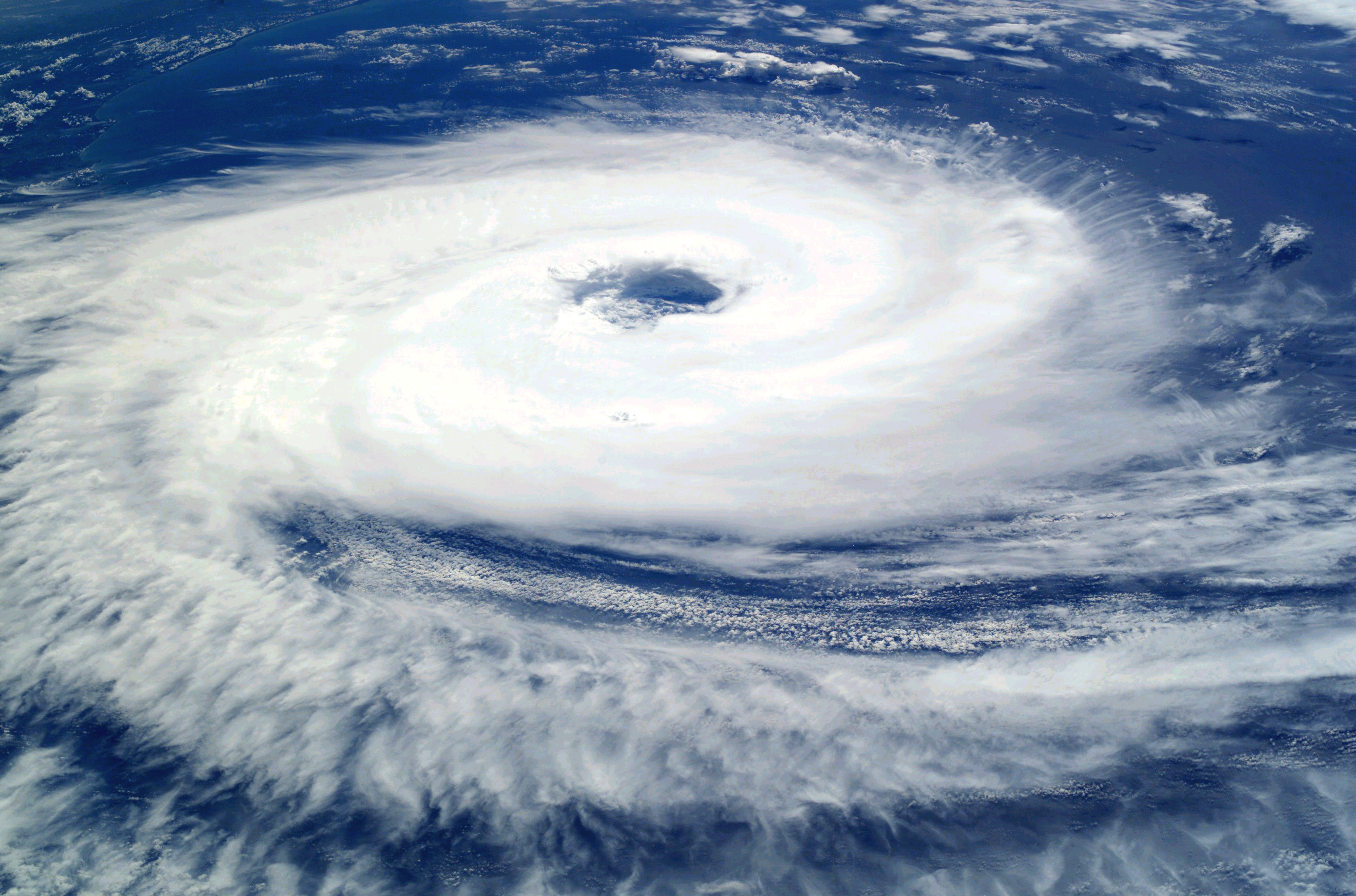
Bão Catarina, đổ bộ vào Brasil tháng 3 năm 2004

Phần lớn diện tích Brasil nằm trong khoảng từ xích đạo cho đến đường chí tuyến nam. Mặc dù 90% lãnh thổ Brasil nằm trong vùng nhiệt đới nhưng giữa vùng này với vùng khác trên đất nước vẫn có những sự khác biệt khá lớn về khí hậu. Từ bắc xuống nam, khí hậu Brasil chuyển dần từ khí hậu nhiệt đới (giữa chí tuyến nam và xích đạo) cho đến khí hậu cận nhiệt tương đối ôn hòa (nằm dưới chí tuyến nam). Brasil có tổng cộng năm dạng khí hậu khác nhau: xích đạo, nhiệt đới, nhiệt đới khô, núi cao và cận nhiệt đới.
Nhiệt độ trung bình năm quanh đường xích đạo khá cao, trung bình đạt khoảng 25 °C. Tuy nhiên trong những ngày nóng bức nhất của mùa hạ, nhiệt độ tại một số vùng của Brasil có thể lên tới 40 °C. Miền nam Brasil có khí hậu tương đối cận nhiệt đới và có thể có sương giá về mùa đông. Tuyết rơi có thể xảy ra ở những vùng núi cao như Rio Grande do Sul hay Santa Catarina. Lượng mưa tại Brasil nhìn chung tương đối cao, khoảng 1000 đến 1500 mm mỗi năm. Mưa tập trung nhiều hơn tại vùng lòng chảo Amazon nóng ẩm ở phía bắc, nơi lượng mưa có thể lên đến 2000 mm mỗi năm hoặc thậm chí cao hơn. Tuy có một lượng mưa hàng năm lớn như vậy song khu vực này cũng có mùa khô, kéo dài từ 3 tháng đến 5 tháng tùy theo vĩ độ.
Do nằm tại Nam bán cầu nên thời gian các mùa trong năm tại Brasil ngược lại so với các nước Bắc bán cầu. Mùa hạ ở đây kéo dài từ tháng 12 đến tháng 4, còn mùa đông lại nằm trong khoảng từ tháng 5 đến tháng 11. Trên thực tế, ở những vùng nằm gần xích đạo, sự chênh lệch về mùa gần như không đáng kể với khí hậu nóng ẩm quanh năm, trong khi những vùng có khí hậu nhiệt đới thường chỉ có mùa mưa và mùa khô. Tại vùng có khí hậu cận nhiệt ở phía nam, thời tiết chia ra đủ 4 mùa xuân, hạ, thu, đông. Brasil cũng thường phải hứng chịu những trận bão lớn từ Đại Tây Dương đổ vào.

### Môi trường

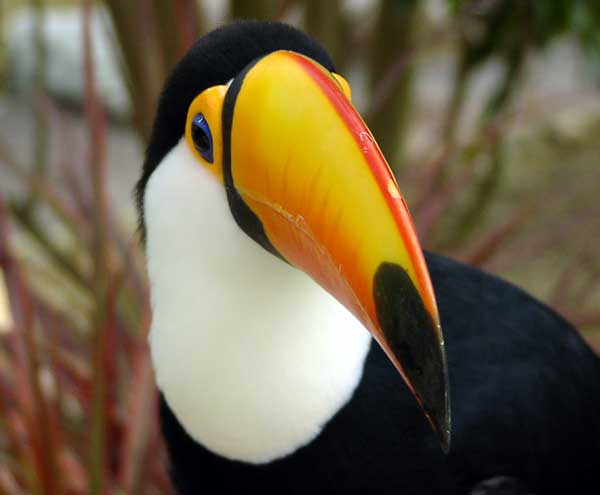
Chim Toco Toucan, một loài động vật đặc trưng tại Brasil

Brasil là quốc gia có độ đa dạng sinh học cao nhất trên thế giới, hơn hẳn so với mọi quốc gia khác. Nước này có số lượng động vật có vú nhiều nhất trên thế giới, đứng thứ nhì về tổng số các loài lưỡng cư và bướm, thứ ba thế giới về các loài chim và thứ năm thế giới về các loại bò sát. Rừng nhiệt đới Amazon là ngôi nhà của nhiều loài thực vật và động vật độc đáo tại Brasil.
Về thực vật, ở Brasil người ta đã phát hiện được hơn 55.000 loài, xếp thứ nhất trên thế giới và 30% trong số đó là những loài thực vật đặc hữu của Brasil. Khu vực Rừng Đại Tây Dương là nơi tập trung rất nhiều các loài thực vật khác nhau, bao gồm các loài nhiệt đới, cận nhiệt đới và rừng ngập mặn. Vùng Pantanal là một vùng đất ẩm và là nhà của khoảng 3500 loài thực vật trong khi Cerrado là một trong những vùng savan đa dạng nhất trên thế giới. Về động vật, Brasil nổi tiếng với các loài báo jaguar, báo sư tử, thú ăn kiến, cá piranha, loài trăn khổng lồ anaconda... và rất nhiều các loài linh trưởng, chim và côn trùng khác chỉ có tại đất nước này.
Tuy nhiên trong mấy thập kỉ trở lại đây, sự phát triển kinh tế và gia tăng dân số quá mức đang có nguy cơ gây ảnh hưởng đến môi trường tự nhiên của Brasil. Sự phá rừng lấy gỗ và đất canh tác, bao gồm cả hợp pháp và bất hợp pháp đang tàn phá những khu rừng lớn tại nước này, đe dọa gây ra những thảm họa nghiêm trọng về môi trường. Từ năm 2002 đến năm 2006, rừng Amazon đã bị mất đi một phần diện tích xấp xỉ nước Áo. Dự kiến đến năm 2020, ít nhất 50% các loài sinh vật tại Brasil sẽ đứng trước bờ vực tuyệt chủng. Trước tình hình này, chính phủ Brasil đã ban hành nhiều chính sách nhằm bảo về môi trường. Một mạng lưới các khu vực bảo vệ đã được thiết lập trên diện tích hơn 2 triệu km² (khoảng một phần tư diện tích Brasil) để bảo vệ những vùng rừng và các hệ sinh thái tại nước này. Tuy nhiên công tác bảo vệ môi trường tại Brasil cũng gặp rất nhiều khó khăn.

## Chính trị

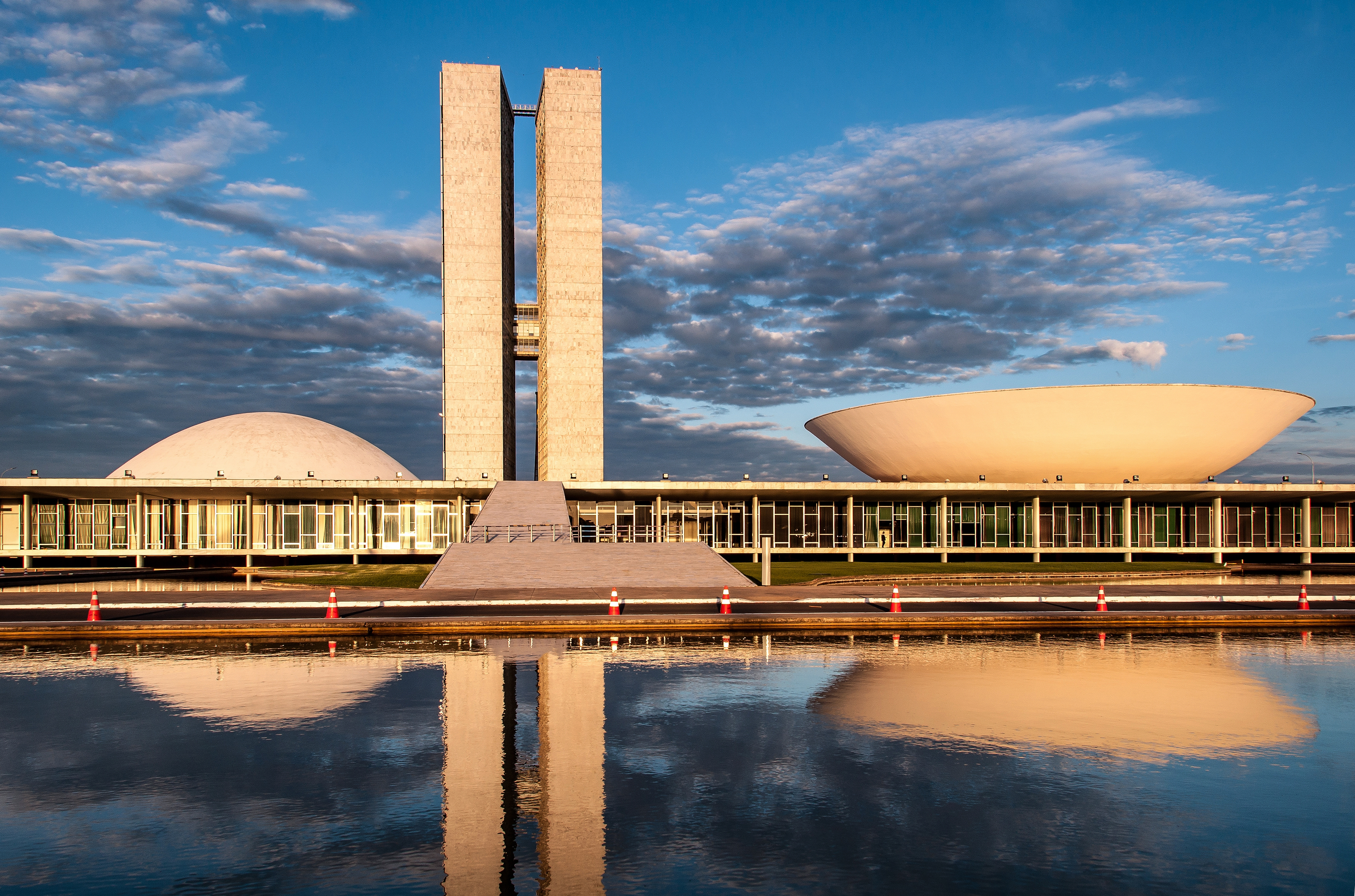
Trụ sở Quốc hội Brasil

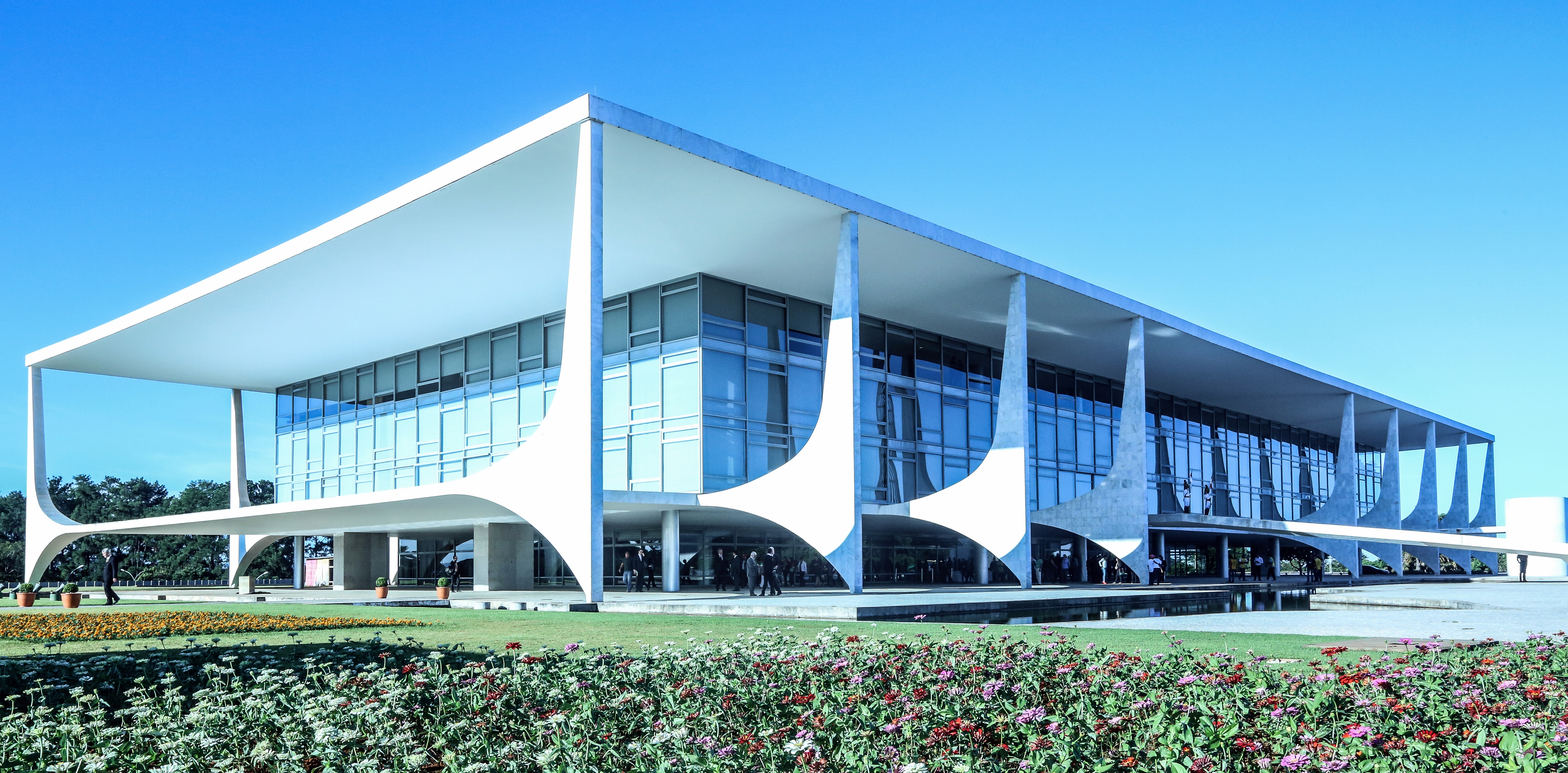
Palácio do Planalto, nơi làm việc chính thức của tổng thống Brasil

Brasil là một nước cộng hòa liên bang tổng thống chế. Tổng thống là nguyên thủ quốc gia kiêm người đứng đầu chính phủ, được bầu trực tiếp với nhiệm kỳ bốn năm và được giữ chức vụ tối đa hai nhiệm kỳ liên tiếp. Tổng thống bổ nhiệm bộ trưởng trong Nội các và lãnh đạo chính phủ. Tổng thống đương nhiệm là Luiz Inácio Lula da Silva.
Quốc hội là cơ quan lập pháp lưỡng viện liên bang, gồm Hạ viện và Thượng viện liên bang. Năm 2021, Cơ quan Tình báo Kinh tế của Tập đoàn Economist phân loại Brasil là một "nền dân chủ khiếm khuyết" với Chỉ số dân chủ cao thứ 46 và Freedom House phân loại Brasil là một quốc gia tự do trong báo cáo Freedom in the World.
Trong hầu hết thời kỳ dân chủ, Brasil có một hệ thống đa đảng và tiến hành bầu cử theo hệ thống đại diện tỷ lệ. Bầu cử là bắt buộc đối với công dân biết chữ từ 18 đến 70 tuổi. Brasil có 30 đảng đăng ký hoạt động, trong đó 20 đảng tham gia Quốc hội. Chính trị gia thường thay đổi đảng tịch, nên số lượng ghế của mỗi đảng trong Quốc hội thường xuyên thay đổi.

### Luật pháp

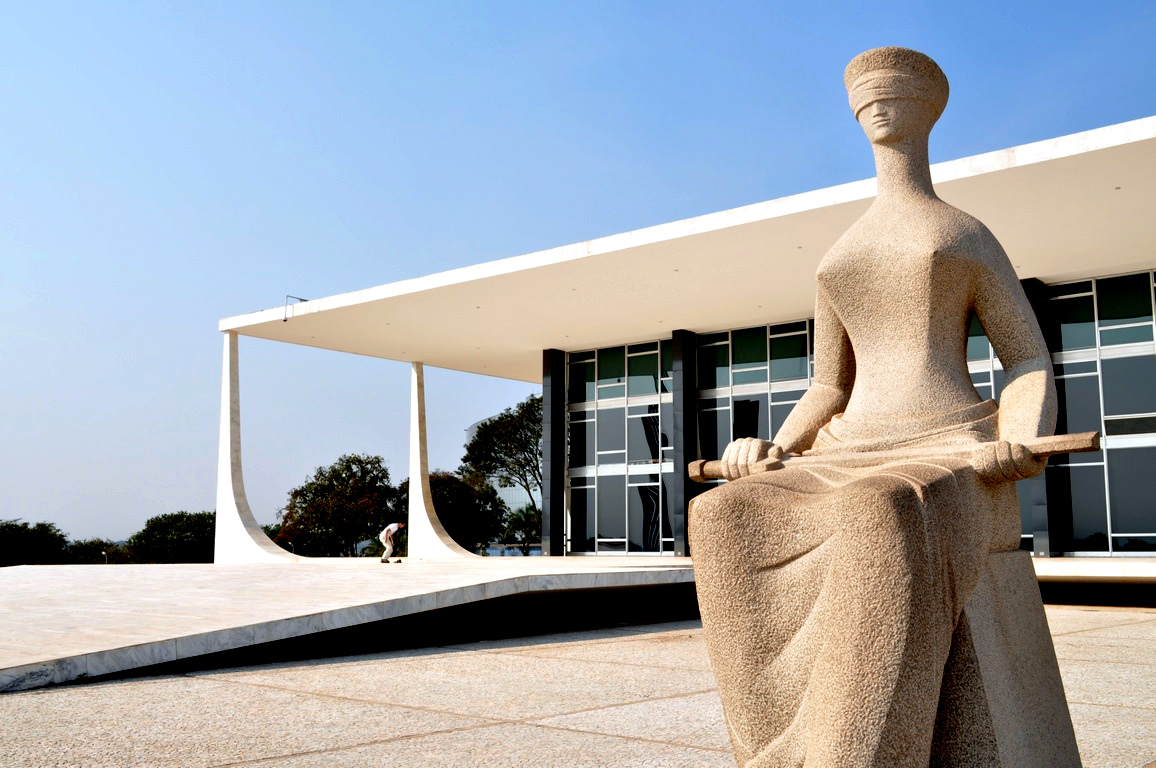
Trụ sở Tòa án Liên bang Tối cao Brasil

Hệ thống phát luật của Brasil dựa trên dân luật. Hầu hết luật của Brasil là luật thành văn, nhưng luật bất thành văn cũng có vai trò bổ trợ. Quyết định của tòa án có hiệu lực hướng dẫn việc áp dụng áp luật, nhưng không phải là án lệ ràng buộc trong những vụ án, vụ việc tương tự. Luật gia và học giả đóng vai trò quan trọng trong công tác xây dựng pháp luật. Thẩm phán và những cán bộ tư pháp khác được bổ nhiệm thông qua thi tuyển.
Hiến pháp Brasil là luật cơ bản của Brasil, được ban hành vào ngày 5 tháng 10 năm 1988. Tính đến  tháng 7 năm 2022, Hiến pháp Brasil đã được sửa đổi, bổ sung 124 lần. Tòa án Liên bang Tối cao là cơ quan xét xử cao nhất của Brasil. Hiến pháp bang phải phù hợp với Hiến pháp Liên bang. Hạt và Quận liên bang Brasil có "luật cơ bản" (leis orgânicas) có hiệu lực tương tự hiến pháp. Trong một số lĩnh vực, tòa án và cơ quan hành chính có quyền ban hành quy phạm pháp luật. Tòa án thực hiện quyền tư pháp, nhưng Thượng viện liên bang có quyền ban hành quyết định tư pháp trong một số trường hợp. Hệ thống tư pháp cũng tổ chức tòa án quân sự, tòa án lao động và tòa án bầu cử.

### Quan hệ ngoại giao

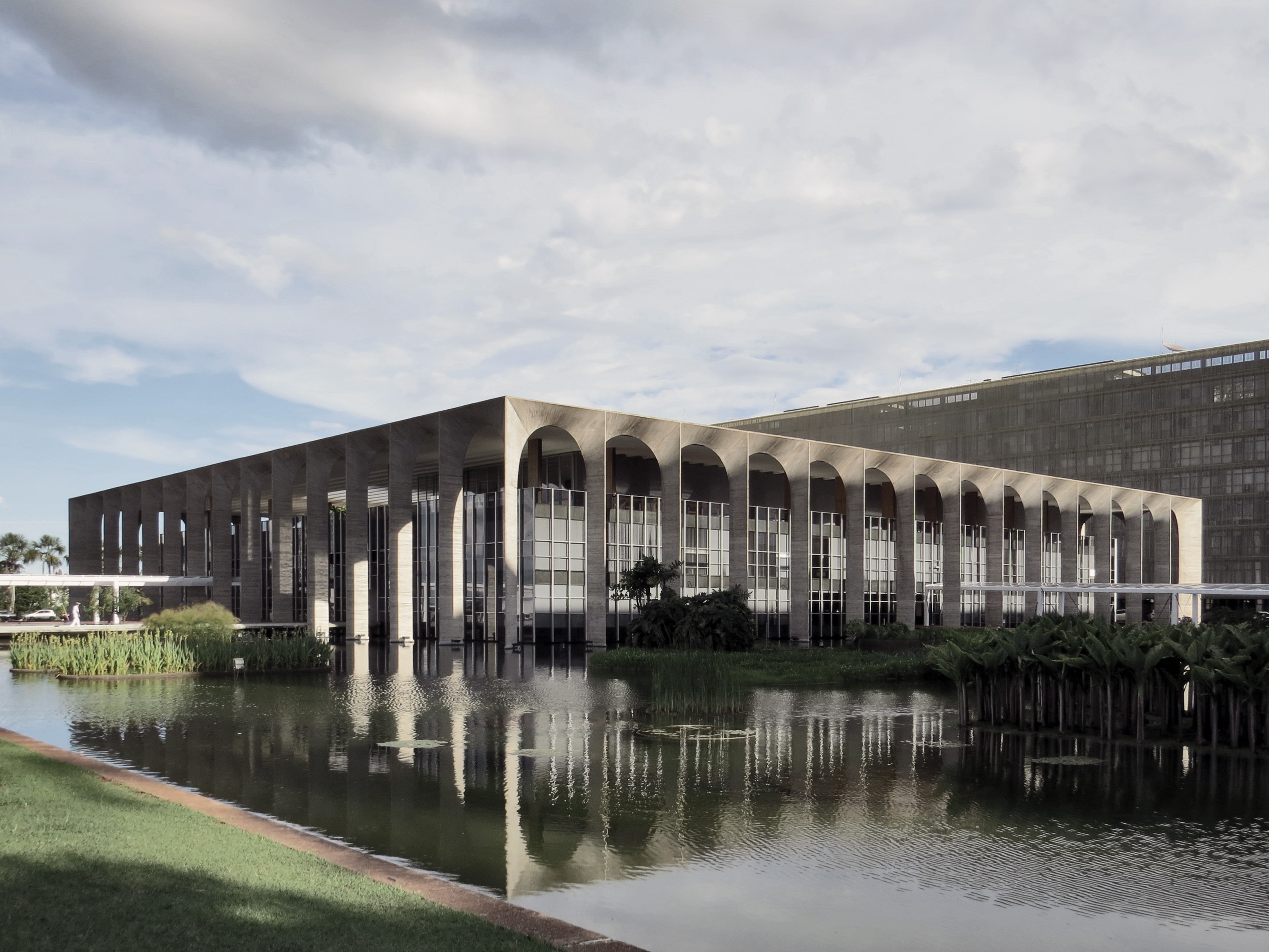
Cung điện Itamaraty, trụ sở Bộ Ngoại giao Brasil

Hiến pháp Brasil quy định đường lối đối ngoại của Brasil trên cơ sở không can thiệp vào công việc nội bộ của nhau, tôn trọng quyền tự quyết, hợp tác quốc tế và giải quyết hòa bình tranh chấp, xung đột. Tổng thống thi hành chính sách đối ngoại của Brasil, trong khi Quốc hội phê chuẩn bổ nhiệm đại diện ngoại giao, điều ước quốc tế và làm luật liên quan đến chính sách đối ngoại của Brasil.

Brasil là thành viên của nhiều tổ chức quốc tế như Liên Hợp Quốc, Tổ chức Thương mại Thế giới và Mercosur.

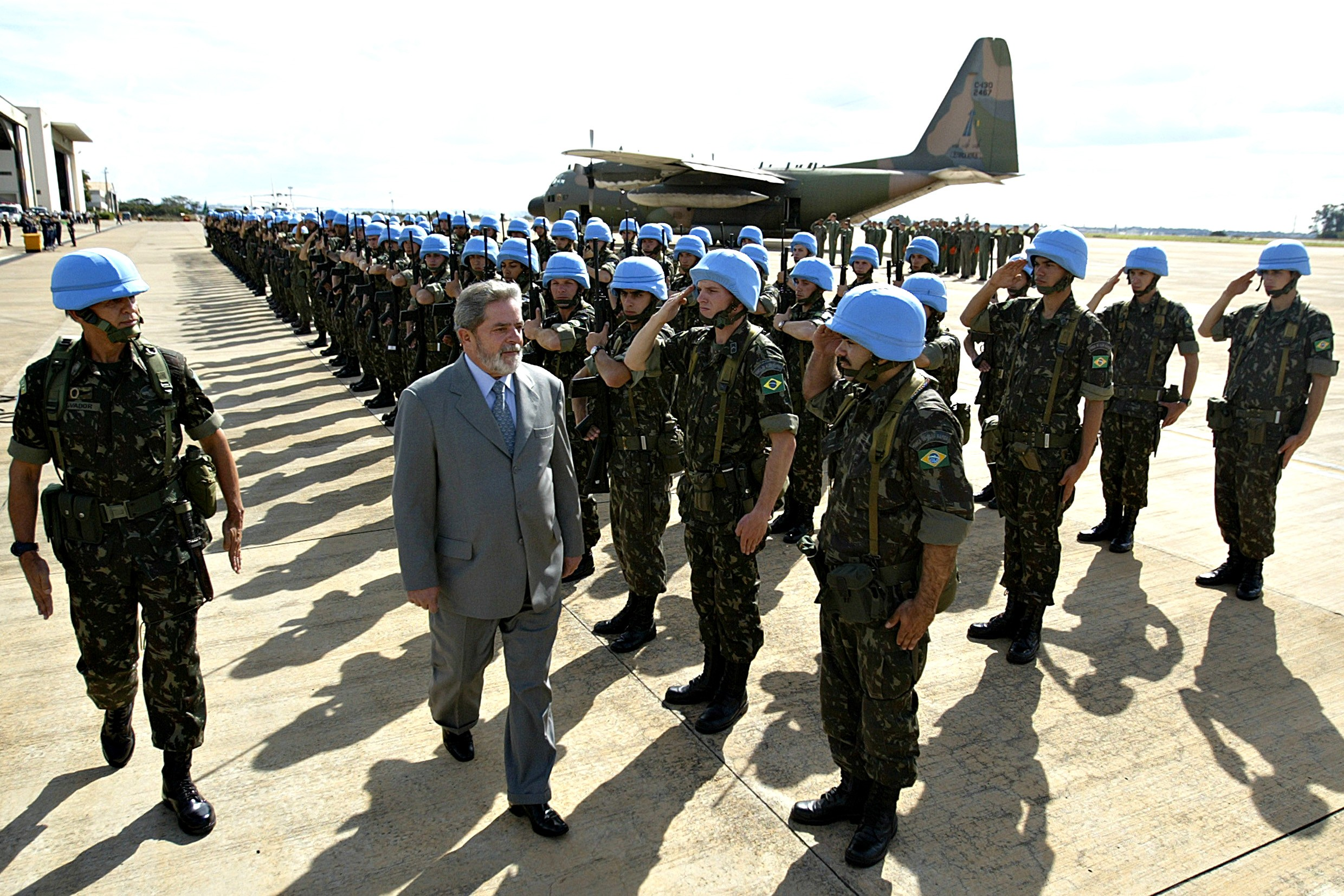
Lực lượng gìn giữ hòa bình Brasil đi làm nhiệm vụ tại Haiti

### Quân đội
Quân đội Brasil bao gồm 3 bộ phận chính là lục quân, hải quân và không quân. Lực lượng cảnh sát được coi là một nhánh của quân đội trong hiến pháp nhưng nằm dưới sự chỉ huy của mỗi bang. Brasil là quốc gia có lực lượng quân đội lớn nhất Mỹ Latinh, với tổng quân số là 318.450 quân nhân vào năm 2014 . Tổng thống Brasil cũng là tổng chỉ huy quân đội của nước này. Chi phí cho quân sự của Brasil năm 2017 ước tính đạt khoảng 1,4% GDP . Brasil có chế độ nghĩa vụ quân sự dành cho nam giới tuổi từ 21-45, kéo dài trong khoảng 9 đến 12 tháng, còn tự nguyện thì tuổi từ 17-45. Tuy nhiên, với một nước có dân số lớn như Brasil thì đa phần nam giới nước này không phải gọi nhập ngũ. Brasil là nước đầu tiên tại Nam Mỹ chấp nhận phụ nữ phục vụ trong quân ngũ vào thập niên 1980. Vai trò chủ yếu của quân đội Brasil là bảo vệ chủ quyền quốc gia và tham gia vào các chiến dịch gìn giữ hòa bình của Liên hiệp Quốc tại nước ngoài.

### Phân cấp hành chính
Brasil là một nhà nước liên bang gồm 26 bang và một quận liên bang. Các bang, quận liên bang được chia thành 5.571 hạt. Mỗi bang có chính quyền tự trị, có quyền tự thu thuế và được chính quyền liên bang phân bổ một phần nguồn thu thuế liên bang. Chính quyền bang gồm có thống đốc, một cơ quan lập pháp đơn viện dân cử và hệ thống tòa án riêng biệt. Tuy nhiên, bang của Brasil có ít quyền hạn hơn bang của những liên bang khác, chẳng hạn như Hoa Kỳ. Ví dụ: chỉ Quốc hội mới có quyền ban hành luật hình sự, dân sự cho cả nước.
Giống như bang, mỗi hạt có chính quyền tự trị, có quyền thu thuế và được chính quyền liên bang, bang phân bổ một phần nguồn thu thuế. Chính quyền hạt gồm có một hạt trưởng và một hội đồng lập pháp, nhưng thuộc địa hạt tư pháp của mỗi bang.
Hiến pháp Brasil cho phép thành lập lãnh thổ liên bang trực thuộc chính quyền liên bang. Hiện tại, Brasil không có lãnh thổ liên bang sau khi Hiến pháp bãi bỏ ba lãnh thổ liên bang cuối cùng: Amapá và Roraima trở thành, Fernando de Noronha sáp nhập vào bangPernambuco.

## Kinh tế

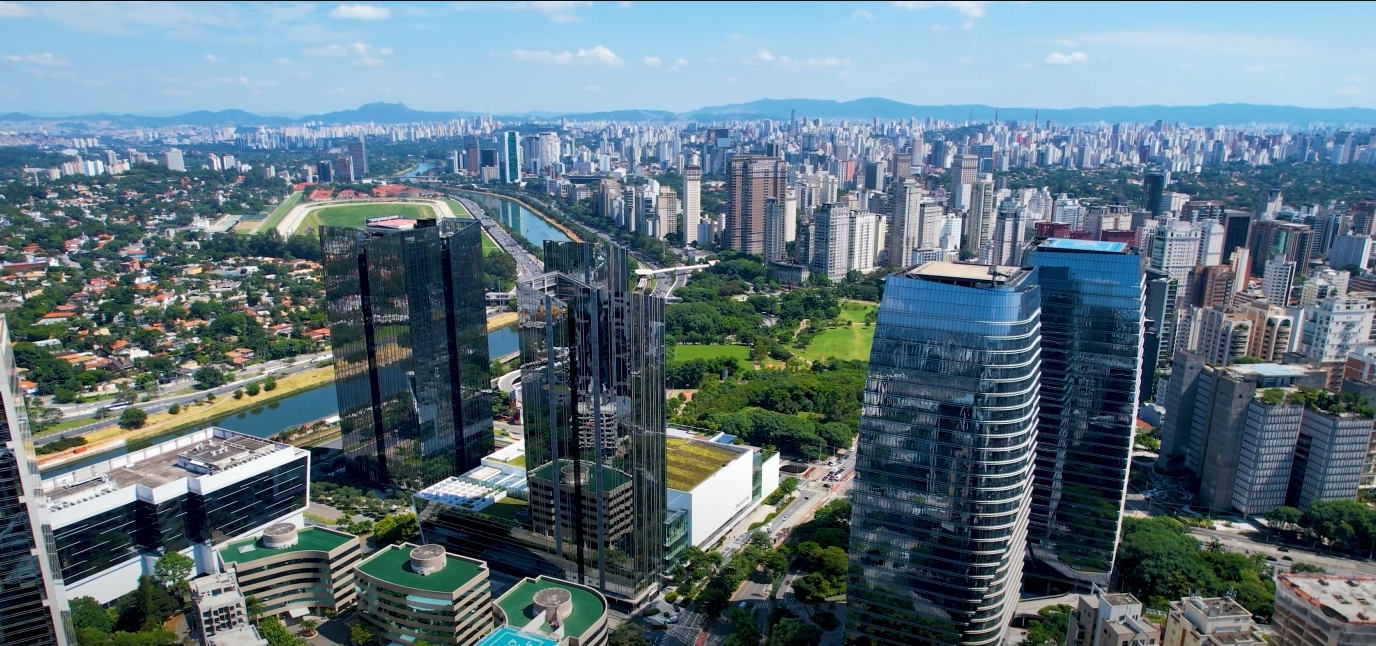
São Paulo được coi là trung tâm tài chính của Brasil

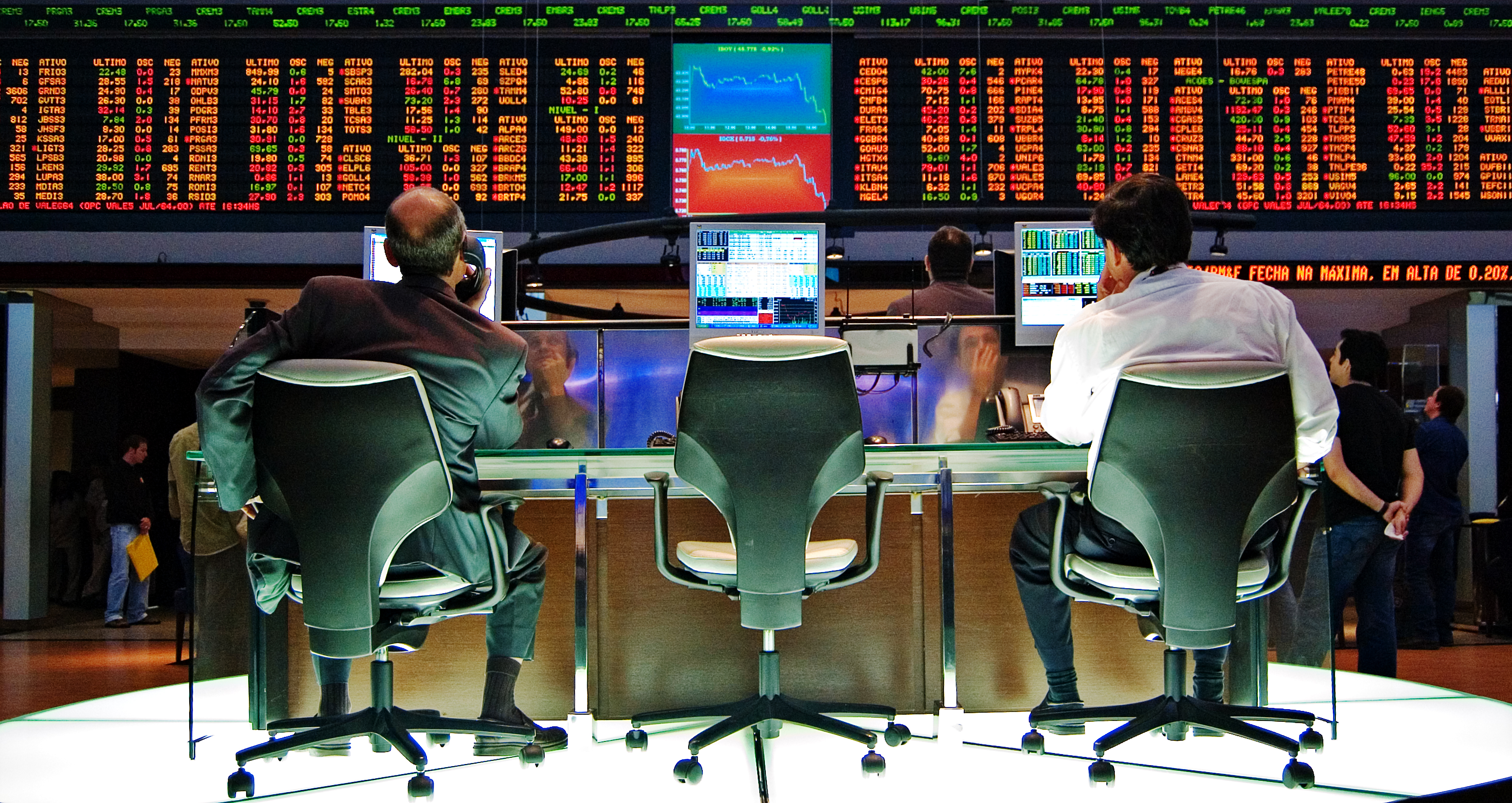
B3 là sở giao dịch chứng khoán lớn nhất tại Mỹ Latinh theo vốn hóa thị trường

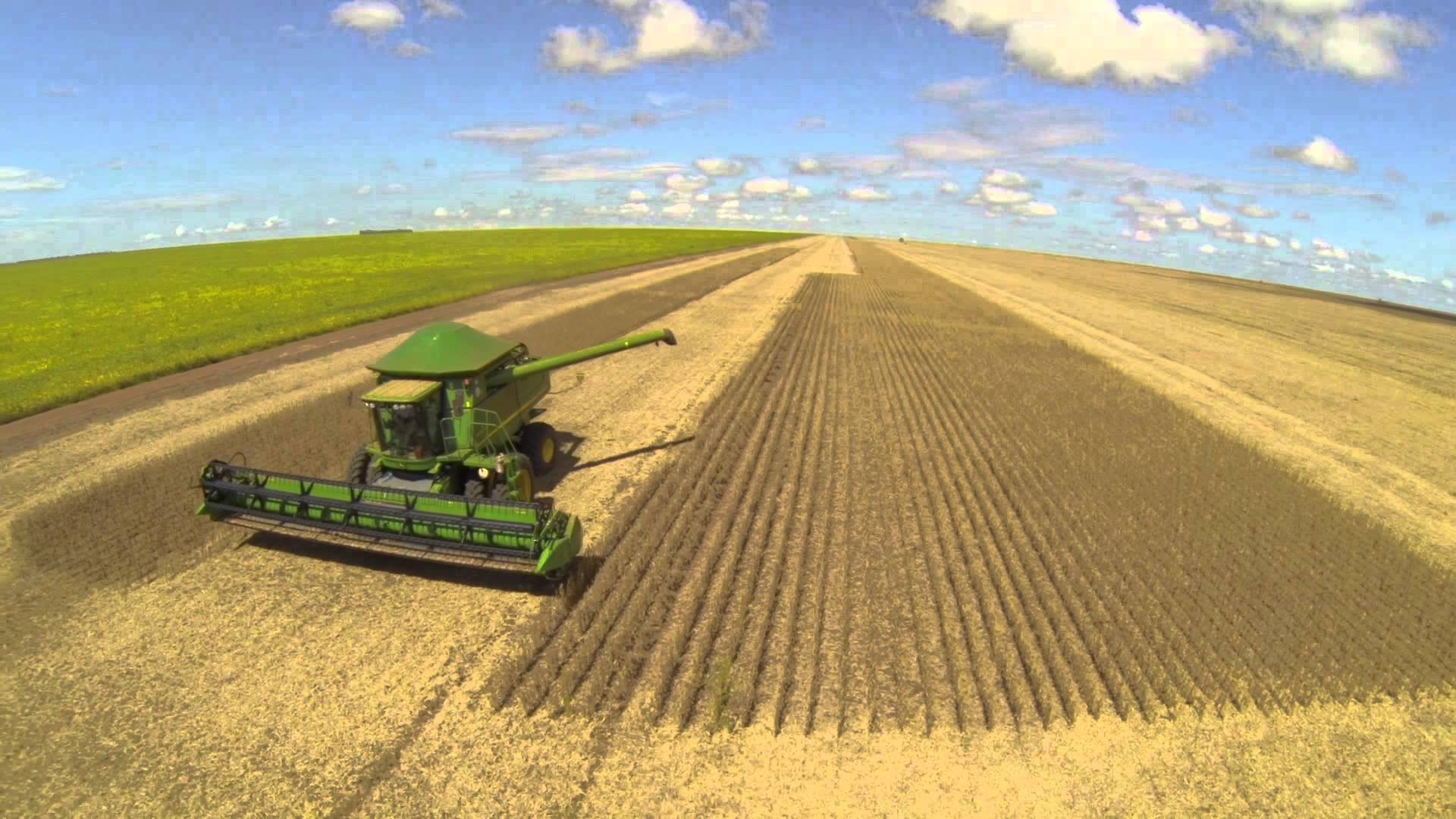
Nông trường đậu nành tại Tangará da Serra, Mato Grosso

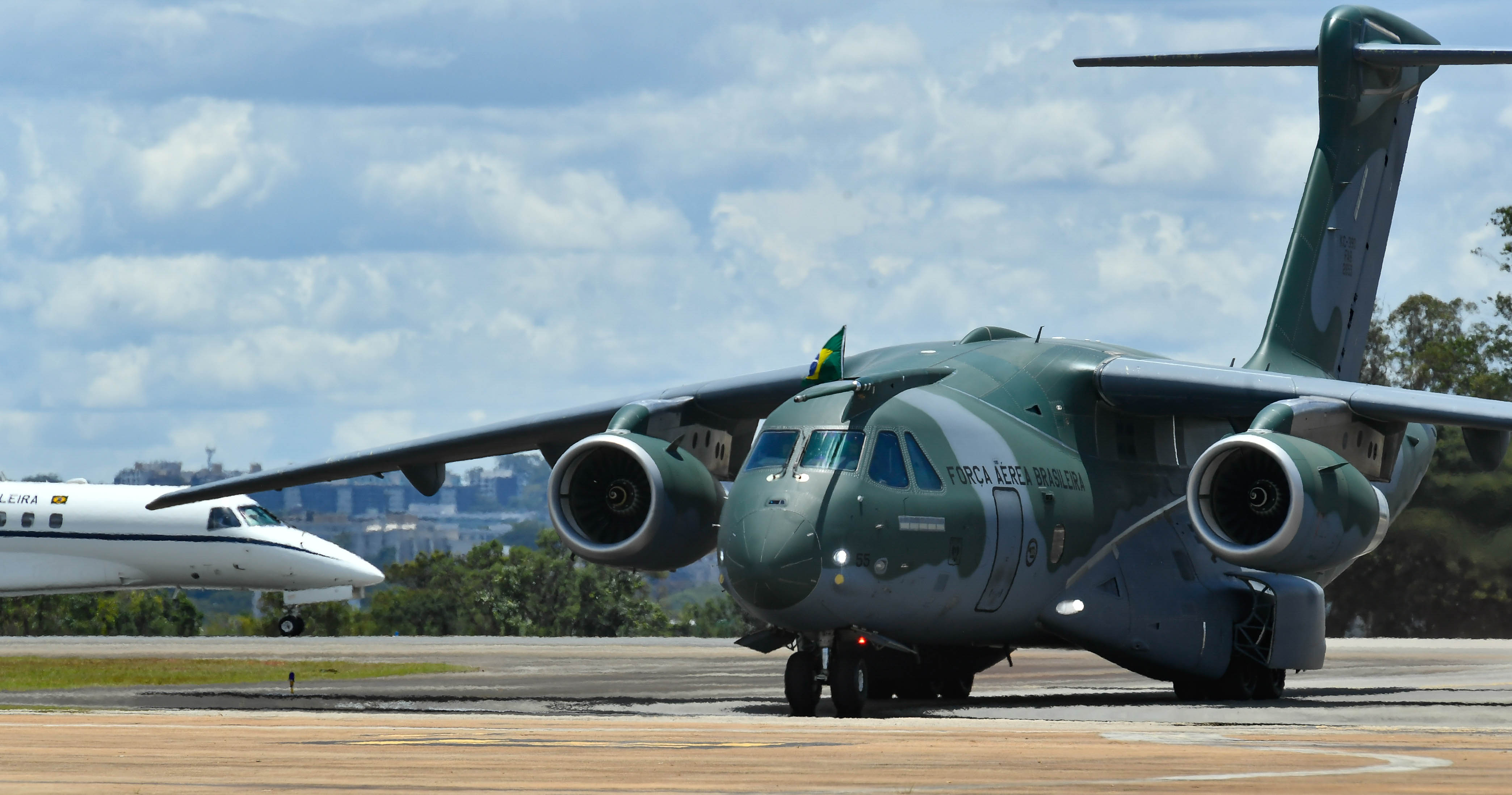
Máy bay C-390 của Embraer, tập đoàn sản xuất máy bay dân dụng lớn thứ ba trên thế giới, sau Boeing và Airbus

Brasil là một nước đang phát triển với một nền kinh tế thị trường hỗn hợp thu nhập trung bình cao giàu tài nguyên thiên nhiên. Brasil có nền kinh tế lớn nhất tại Mỹ Latinh với GDP danh nghĩa và PPP lớn thứ tám trên thế giới. Từ năm 2014 đến năm 2016, Brasil trải qua thời kỳ suy thoái kinh tế diễn ra đồng thời với bê bối tham nhũng và biểu tình trên cả nước; năm 2024, nền kinh tế bắt đầu tăng trưởng mạnh. Lực lượng lao động của Brasil có khoảng 100 triệu người, lớn thứ năm trên thế giới. Dự trữ ngoại hối của Brasil lớn thứ mười trên thế giới. Sở giao dịch chứng khoán B3 tại São Paulo là sở giao dịch chứng khoán lớn nhất tại Mỹ Latinh theo vốn hóa thị trường. Tuy nhiên, một phần năm dân số Brasil sống dưới chuẩn nghèo: 3,8% dân có thu nhập 3,00 đô la Mỹ/ngày, 23% có thu nhập 8,30 đô la Mỹ/ngày. Ngoài ra, nền kinh tế Brasil có nạn tham nhũng tràn lan và bất bình đẳng thu nhập cao.
Brasil có lĩnh vực công nghiệp phát triển nhất Mỹ Latinhh. Chiếm một phần ba GDP, các ngành công nghiệp đa dạng của Brasil từ sản xuất ô tô, thép, hóa dầu tới máy tính, máy bay và các sản phẩm tiêu dùng. Công nghiệp tập trung cao độ ở các thành phố São Paulo, Rio de Janeiro, Campinas, Porto Alegre và Belo Horizonte. Với nền kinh tế phát triển ổn định nhờ Kế hoạch Real, các công ty Brasil và các công ty đa quốc gia đầu tư mạnh vào công nghệ và thiết bị mới, một phần lớn trong số đó được nhập khẩu từ các công ty Bắc Mỹ.
Brasil cũng sở hữu một nền công nghiệp dịch vụ đa dạng và có chất lượng cao. Những năm đầu thập niên 1990, lĩnh vực ngân hàng chiếm tới 16% GDP. Dù trải qua một quá trình tái cơ cấu rộng lớn, công nghiệp dịch vụ tài chính nước này đã cung cấp tiền vốn cho nhiều công ty trong nước sản xuất ra các loại hàng hóa phong phú, lôi cuốn nhiều nhà đầu tư nước ngoài mới, kể cả các công ty tài chính lớn của Mỹ.
Theo bản báo cáo mới  của Ngân hàng Thế giới, mức độ thuận lợi trong kinh doanh tại các thành phố nước này rất khác nhau. Thời gian và chi phí để đăng ký tài sản tại các thành phố ở Brasil ở mức tốt. Nhưng dù có những quy định như nhau trên toàn lãnh thổ, thời gian cần thiết để chuyển đổi tài sản vẫn khác biệt nhiều tại từng thành phố.
Dù nền kinh tế Brasil có kích thước và tầm quan trọng lớn trong khu vực, những vấn đề đang ngày càng phát triển như tham nhũng, nghèo đói và mù chữ vẫn là những cản trở lớn cho sự phát triển.

### Các vấn đề hiện tại
Sau nhiều thập kỷ có mức lạm phát cao và nhiều nỗ lực kiểm soát, Brasil đã thực thi một chương trình ổn định kinh tế với tên gọi Kế hoạch Real (được đặt theo tên đồng tiền tệ mới real) vào tháng 7 năm 1994 trong thời kỳ nắm quyền của tổng thống Itamar Franco. Tỷ lệ lạm phát vốn từng đạt mức gần 5.000% thời điểm cuối năm 1993, đã giảm rõ rệt, ở mức thấp 2,5% vào năm 1998. Việc thông qua Luật Trách nhiệm Thuế năm 2000 đã cải thiện tình trạng thu thuế từ địa phương và từ các chính phủ liên bang, dù vẫn chưa đáp ứng yêu cầu đầu tư vào cơ sở hạ tầng và cải thiện các dịch vụ xã hội.
Trong thời cầm quyền của tổng thống Fernando Henrique Cardoso (1995-2002), chính phủ Brasil đã có nỗ lực nhằm thay thế nền kinh tế chỉ huy nhà nước bằng một nền kinh tế theo định hướng thị trường. Nghị viện đã thông qua nhiều sửa đổi mở đường cho sự tham gia lớn hơn của khu vực tư nhân, và khuyến khích lĩnh vực có đầu tư nước ngoài. Tới cuối năm 2003, chương trình tư nhân hóa của Brasil, gồm cả việc tư nhân hóa các công ty thép, điện lực, viễn thông đã đạt giá trị hơn 90 tỷ dollar.
Tháng 1 năm 1999, Ngân hàng Trung ương Brasil thông báo rằng nước này sẽ không giữ ổn định tỷ giá đồng real với dollar Mỹ nữa, việc này khiến cho đồng tiền tệ nước này bị mất giá mạnh. Nền kinh tế Brasil tăng trưởng 4,4% năm 2000, giảm xuống còn 1,3% năm 2001.
Năm 2002, những dự đoán rằng ứng cử viên tổng thống nhiều triển vọng Luis Inácio Lula da Silva, sẽ từ chối thanh toán nợ, gây ra một cuộc khủng hoảng niềm tin sâu sắc khiến nền kinh tế giảm sút tăng trưởng. Tuy nhiên, khi đã trúng cử Lula tiếp tục theo đuổi các chính sách kinh tế của người tiền nhiệm. Năm 2003, Tổng thống Lula đưa ra một chương trình kinh tế kham khổ bằng cách kiểm soát lạm phát và tìm kiếm thặng dư nhằm đưa tình trạng nợ nần của Brasil về mức ổn định.
Năm 2007, kinh tế Brasil tăng trưởng ở mức 4,5%. Sau khi đạt mức tăng trưởng kinh tế kéo dài trong nhiều thập kỷ, đất nước đã bước vào một cuộc suy thoái kinh tế vào năm 2014 trong bối cảnh một loạt các vụ bê bối tham nhũng của các chính trị gia bị phanh phui cũng như các cuộc biểu tình rầm rộ trên toàn quốc. Đến cuối năm 2016, nền kinh tế bắt đầu có sự hồi phục trở lại. Năm 2017, kinh tế Brasil tăng trưởng ở mức 1,9% 
Nền kinh tế của Brasil vẫn đang phải đối đầu với những vấn đề lớn và cần những cải cách quan trọng được đưa ra. So với những nước đang phát triển khác, những vấn đề nghiêm trọng là cơ sở hạ tầng yếu kém, thu nhập phân bố không đều, chất lượng dịch vụ công thấp, tham nhũng, những xung đột xã hội và tình trạng quan liêu của chính phủ vẫn tồn tại và đe dọa sự tăng trưởng kinh tế.
Nợ công trong nước đã đạt tới kỷ lục từ trước tới nay và chi tiêu công cũng tăng thêm. Các loại thuế đã chiếm một phần lớn thu nhập quốc gia và là một gánh nặng với mọi tầng lớp xã hội, làm giảm các cơ hội đầu tư. Hơn nữa, việc thành lập doanh nghiệp cũng phải gánh chịu chi phí giấy tờ cao và các thủ tục hành chính phức tạp.
Mức tăng trưởng kinh tế hiện nay của Brasil thấp hơn các nước Mỹ Latinhh khác và hai cường quốc mới nổi Ấn Độ, Trung Quốc. Brasil đã tụt 11 bậc trong bảng Chỉ số Tăng trưởng Cạnh tranh của Diễn đàn Kinh tế Thế giới trong giai đoạn 2003 - 2005

### Năng lượng

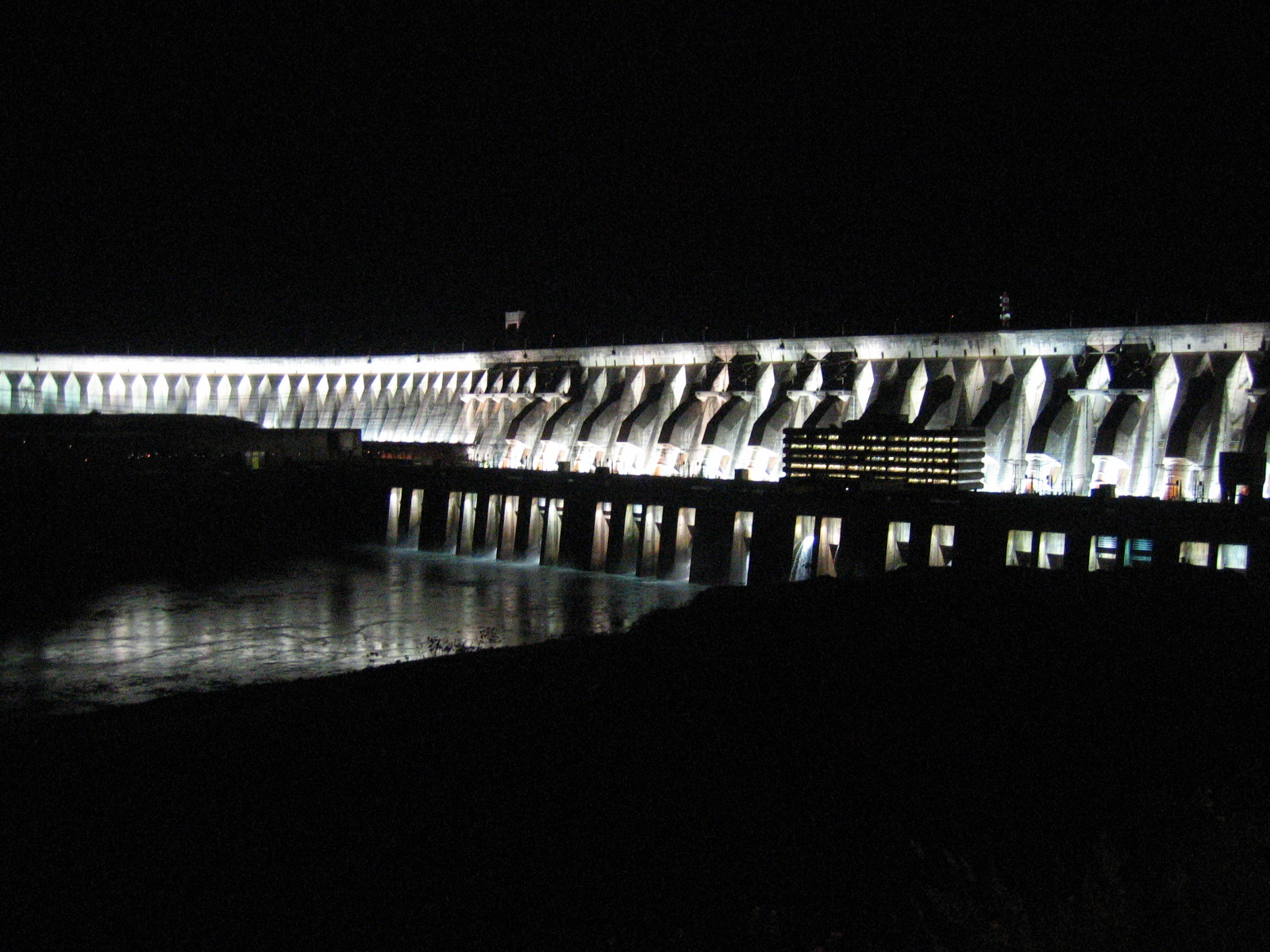
Nhà máy thủy điện Itaipu

Brasil là quốc gia đứng thứ mười thế giới về tiêu dùng năng lượng và thứ nhất tại khu vực Mỹ Latinhh. Tuy nhiên, Brasil cũng lại là nước khai thác dầu mỏ và khí đốt nhiều nhất trong khu vực và là nhà sản xuất năng lượng ethanol lớn nhất trên thế giới. Với sự đi tiên phong trong lĩnh vực sản xuất ethanol, Brasil được mệnh danh là một cường quốc về năng lượng sinh học của thế giới. Năng lượng ethanol ở Brasil được sản xuất từ cây mía, loại cây được trồng rất phổ biến tại Brasil.
Sau cuộc Khủng hoảng Dầu mỏ 1973, chỉnh phủ Brasil đã thiết lập chương trình Programa Nacional do Álcool được chính phủ cấp kinh phí nhằm thay thế các nguồn nhiên liệu hóa thạch như dầu mỏ bằng năng lượng ethanol thân thiện hơn với môi trường. Chương trình đã thành công khi giảm số ô tô chạy bằng dầu hỏa tại Brasil xuống chỉ còn 10 triệu, từ đó giảm sự phụ thuộc của nước này vào các nguồn dầu nhập khẩu. Dầu diesel sinh học được kỳ vọng sẽ chiếm 2% tổng lượng dầu diesel trong năm 2008, rồi nâng lên 5% vào năm 2013.
Brasil đứng thứ ba thế giới về sản lượng thủy điện, chỉ sau Trung Quốc và Canada. Năm 2007, thủy điện chiếm tới 83% tổng năng lượng sản xuất ra tại nước này. Brasil cùng với Paraguay sở hữu đập nước Itaipu, nhà máy thủy điện lớn nhất thế giới hiện nay.

### Khoa học kỹ thuật

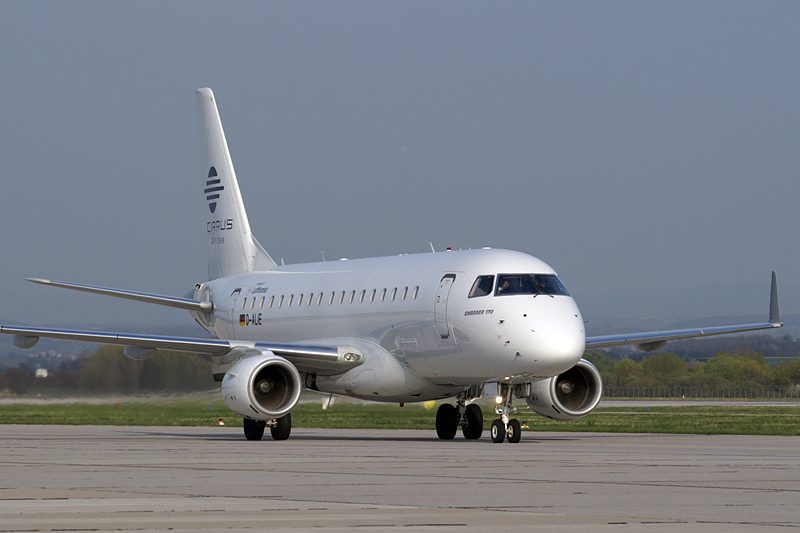
Lắp ráp máy bay cũng là một ngành tiên phong của kinh tế Brasil

Từ khi người Bồ Đào Nha xâm chiếm Brasil làm thuộc địa, nền khoa học kĩ thuật tại vùng đất này hầu như không được chú trọng phát triển. Tuy là một thuộc địa rộng lớn và có vai trò quan trọng đối với chính quốc Bồ Đào Nha nhưng Brasil lại là một vùng đất nghèo nàn và thất học. Mãi cho đến tận đầu thế kỷ XIX, tại Brasil vẫn không có bất kỳ một trường đại học nào trong khi các thuộc địa láng giềng của Tây Ban Nha đã có những trường đại học đầu tiên ngay từ thế kỷ XVI. Năm 1807, hoàng gia Bồ Đào Nha đến Rio de Janeiro để tránh cuộc tấn công của Napoléon I và đã khởi đầu cho thời kỳ phát triển khoa học và văn hóa tại vùng đất này.
Việc nghiên cứu khoa học tại Brasil ngày nay được thực hiện rộng rãi trong khắp các trường đại học và học viện, với 73% nguồn quỹ được lấy từ những nguồn của chính phủ. Một số học viện khoa học nổi tiếng của Brasil là Học viện Oswaldo Cruz, Học viện Butantan, Trung tâm Công nghệ Vũ trụ của không quân, Tổ chức Nghiên cứu Nông nghiệp Brasil và INPE. Brasil là quốc gia có cơ sở tốt nhất Mỹ Latinhh trong lĩnh vực hàng không vũ trụ. Vào ngày 14 tháng 10 năm 1997, Cơ quan Hàng không vũ trụ Brasil đã ký với NASA về việc cung cấp các phần thiết bị cho ISS. Urani cũng được làm giàu tại Nhà máy Năng lượng Nguyên tử Resende để giải quyết phần nào nhu cầu năng lượng của quốc gia. Brasil cũng là một trong hai nước ở khu vực Mỹ Latinhh có phòng thí nghiệm máy gia tốc Synchrotron, một hệ thống thiết bị nhằm nghiên cứu nhiều ngành khoa học khác nhau như vật lý, hóa học, khoa học vật liệu và khoa học đời sống.
Brasil cũng có một số lượng lớn các nhân vật khoa học nổi bật. Trong số các nhà phát minh nổi tiếng nhất của Brasil có các linh mục Bartolomeu de Gusmão, Landell de Moura và Francisco João de Azevedo, bên cạnh Alberto Santos-Dumont, Evaristo Conrado Engelberg, Manuel Dias de Abreu, Andreas Pavel và Nélio José Nicolai. Khoa học Brasil gồm có những cái tên nổi bật như César Lattes, Mário Schenberg (được coi là nhà vật lý lý thuyết vĩ đại nhất của Brasil), José Leite Lopes (nhà vật lý người Brasil duy nhất nhận giải thưởng khoa học của UNESCO), Artur Ávila (người Mỹ gốc La tinh đầu tiên đoạt huy chương Fields) và Fritz Müller (tiên phong trong sự hỗ trợ thực tế lý thuyết tiến hóa của Charles Darwin).

### Du lịch

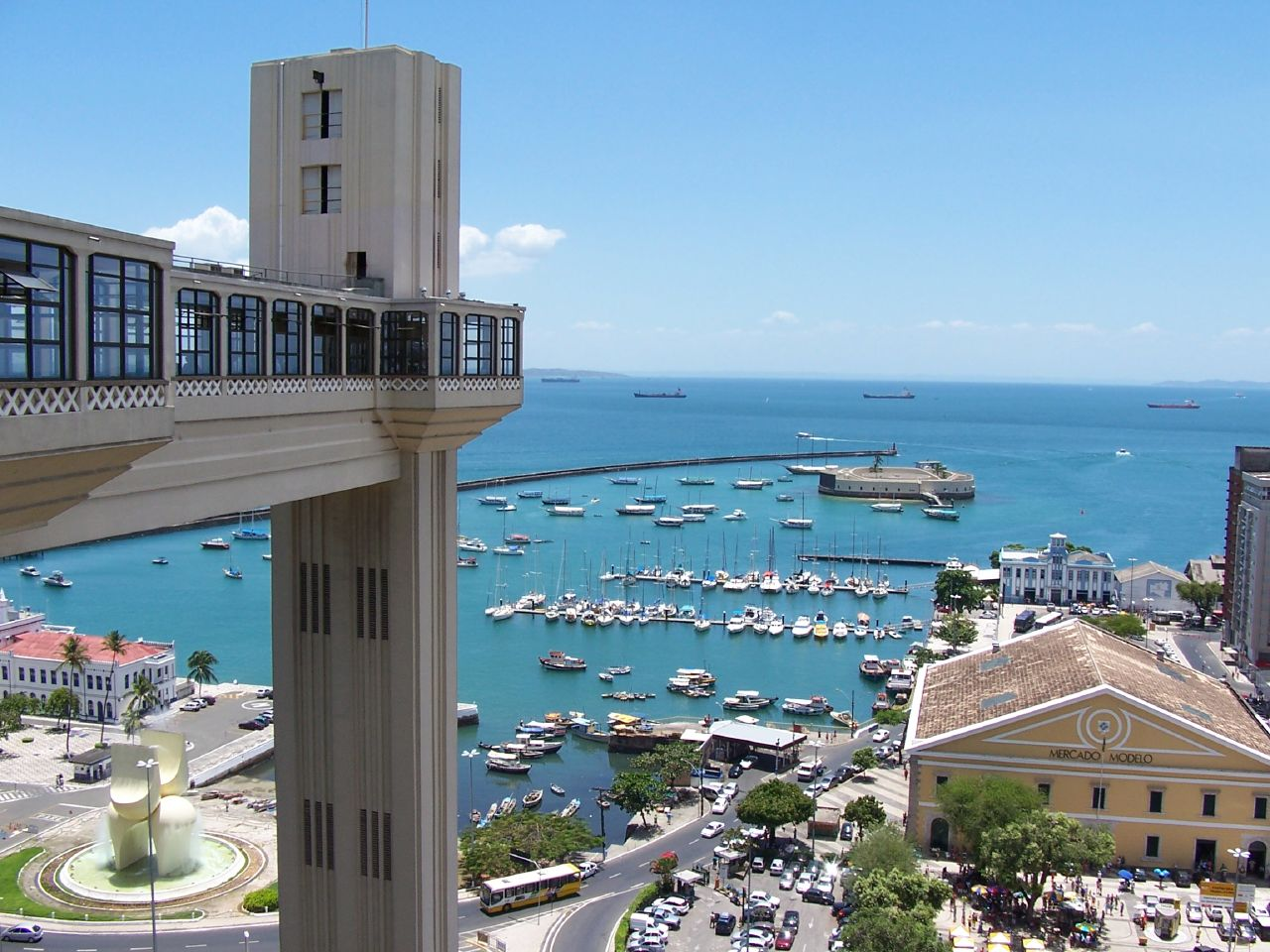
Thành phố du lịch Salvador, bang Bahia

Du lịch hiện là một lĩnh vực hiện đang tăng trưởng mạnh tại Brasil. Đất nước Brasil có khá nhiều ưu thế về du lịch và mỗi vùng miền trên đất nước Brasil có những phong cảnh và nét độc đáo riêng biệt. Vùng Bắc của Brasil nổi tiếng với khung cảnh thiên nhiên hoang sơ của núi rừng Amazon và có ưu thế trong lĩnh vực du lịch sinh thái. Vùng Đông Bắc của Brasil có nhiều bãi biển đẹp. Địa điểm du lịch nổi tiếng nhất tại vùng Đông Bắc là thành phố Salvador, Bahia. Thành phố này hội tụ nhiều vẻ đẹp khác nhau của đất nước Brasil, từ những bãi biển đẹp bên bờ Đại Tây Dương đến Trung tâm Lịch sử Salvador, Bahia với nhiều tòa nhà và thánh đường cổ kính đã được UNESCO xếp hạng Di sản Văn hóa Thế giới. Bên cạnh đó cũng phải kể đến hai thành phố Recife và Fortaleza. Vùng Trung Tây, bao gồm cả thủ đô Brasília của Brasil nằm ở trung tâm đất nước lại có nhiều công viên quốc gia đẹp và hùng vĩ. Vùng Đông Nam là nơi tập trung đông dân nhất tại Brasil với hai thành phố lớn: Rio de Janeiro có những bãi biển đẹp, bức tượng Chúa Cứu Thế khổng lồ và lễ hội Carnaval tưng bừng náo nhiệt trong khi São Paulo là một khu đô thị sầm uất và giàu có. Những bang miền Nam Brasil với khí hậu mát mẻ thì mang đậm bản sắc châu Âu cổ kính với các kiến trúc Đức, Italia... của những dòng người nhập cư gốc Âu.
Trong năm 2015, Brasil thu hút 6,36 triệu khách du lịch, đứng thứ hai khu vực Mỹ Latinhh sau Mexico  Brasil là địa điểm du lịch hấp dẫn thứ tư tại châu Mỹ với những du khách chủ yếu đến từ Argentina, Mỹ và Bồ Đào Nha. Doanh thu từ du lịch của Brasil mỗi năm ước tính đạt 4 tỉ real và góp phần tạo thêm khoảng 678.000 nghề nghiệp mới của người dân.

## Nhân khẩu

Mật độ dân số của Brasil theo địa phương

Theo dự đoán chính thức, dân số của Brasil ước tính là 210.862.983 người vào ngày 1 tháng 7 năm 2022, tăng 3,9% so với 203 triệu người theo kết qua điều tra dân số năm 2022. Tỷ lệ nam trên nữ là 0,95:1 và tỷ lệ đô thị hóa là 83,75% vào năm 2008. Dân số Brasil tập trung ở phía đông nam (79,8 triệu người) và đông bắc (53,5 triệu người), trong khi hai khu vực trung tây và phía bắc chiếm 64,12% diện tích lãnh thổ Brasil chỉ có dân số 29,1 triệu người.
Các nước châu Âu khác cũng có một số sự hiện diện tại Brasil trong giai đoạn thuộc địa. Người Hà Lan và người Pháp đã tìm cách thực dân hóa Brasil trong thế kỷ XVII, nhưng thời gian họ có mặt chỉ kéo dài vài thập kỷ.
Người da đỏ bản xứ Brasil (khoảng 3-5 triệu người) phần lớn đã bị tiêu diệt hay đồng hóa bởi người Bồ Đào Nha. Từ đầu thời kỳ thực dân hoá Brasil, những cuộc hôn nhân lai chủng giữa người Bồ Đào Nha và những người Brasil bản xứ đã trở nên phổ biến. Ngày nay, Brasil có khoảng 700.000 dân bản xứ, chiếm chưa tới 1% dân số nước này.
Brasil cũng có một số lượng lớn người da đen, là con cháu của những người nô lệ Châu Phi bị bắt tới đây từ thế kỷ XVI tới thế kỷ XIX. Hơn 3 triệu người châu Phi đã bị bán và đem qua Brasil cho tới khi chế độ buôn bán nô lệ chấm dứt vào năm 1850. Chủ yếu họ bị bắt đi từ Angola, Nigeria, Bénin, Togo, Ghana, Côte d'Ivoire và São Tomé e Príncipe. Những người châu Phi này sau đó đã lai tạp với người Bồ Đào Nha, trở thành một bộ phận dân cư lai khá lớn tại Brasil.
Bắt đầu thế kỷ XIX, chính phủ Brasil đã khuyến khích những người Châu Âu nhập cư tới đây để thay thế nguồn nhân công của các nô lệ cũ. Những người nhập cư không phải là người Bồ Đào Nha đầu tiên tới định cư ở Brasil là người Đức vào năm 1824. Năm 1869 những người Ba Lan đầu tiên đặt chân tới Brasil. Tuy nhiên đợt di cư mạnh nhất của người châu Âu tới nước này chỉ bắt đầu sau năm 1875, khi những người nhập cư từ Ý, Bồ Đào Nha và Tây Ban Nha tới đây tăng mạnh. Trong giai đoạn 1870 - 1953, Brasil đã thu hút hơn 5,5 triệu người nhập cư, bao gồm gần 1.550.000 người Ý, 1.470.000 người Bồ Đào Nha, 650.000 người Tây Ban Nha, 210.000 người Đức, 190.000 người Nhật, 120.000 người Ba Lan và 650.000 từ nhiều quốc gia khác. Những con số này có thể còn kém xa thực tế, bởi những người vợ đi cùng không được tính vào, một số lượng lớn những người nhập cư bất hợp pháp, thay đổi tên họ để giấu quốc tịch, và những văn bản lưu trữ của Brasil cũng đã mất mát nhiều. Brasil là nước có số lượng người Ý ở nước ngoài lớn nhất thế giới, với tổng số 25 triệu người. Brasil cũng là nước có cộng đồng người Liban đông nhất thế giới, với khoảng 8 triệu người.
Bắt đầu từ thế kỷ XX, Brasil cũng đã tiếp nhận một số lượng lớn người châu Á: người Hàn Quốc, người Trung Quốc, người Đài Loan và người Nhật. Người Nhật là cộng đồng thiểu số Châu Á lớn nhất tại Brasil, và những người Nhật Bản-Brasil là cộng đồng người Nhật bên ngoài nước Nhật lớn nhất với 1,6 triệu người.
Dân số Brasil chủ yếu tập trung dọc bờ biển, trong nội địa mật độ dân số khá thấp. Dân chúng các bang miền nam chủ yếu là con cháu người Âu da trắng, trong khi đa số dân chúng miền bắc và đông bắc là người lai giữa các chủng tộc (người da đỏ châu Mỹ, người Phi, người Âu).

### Chủng tộc và dân tộc
Chủng tộc tại Brasil (điều tra dân số năm 2022)
Theo kết quả điều tra dân số Brasil năm 2022, 45,3% dân số (92,1 triệu người) là người da nâu, 43,5% (88,2 triệu người) là người da trắng, 10,2% (20,7 triệu người) là người da đen, 0,6% (1,2 người) là thổ dân và 0,4% (850.000 người) là người gốc Á.
Miền nam Brasil với đa số dân là con cháu người Âu còn ở phía đông nam và trung tây Brasil số lượng người da trắng tương đương người Phi và những người Brasil đa chủng khác. Đông bắc Brasil có đa số dân là con cháu người Bồ Đào Nha và châu Phi, trong khi miền bắc Brasil có số lượng hậu duệ người da đỏ châu Mỹ lớn nhất nước.
Hơn 90 triệu người Brasil có nguồn gốc từ các làn sóng di cư từ nước ngoài vào. Những nhóm người đông đảo nhất là người thuộc bán đảo Iberia, Ý và người Đức ở Trung Âu. Các nhóm thiểu số gồm người Slav (đa số là người Ba Lan, Ukraina và Nga). Những nhóm nhỏ hơn gồm người Armenia, người Phần Lan, người Pháp, người Hy Lạp, người Hungary, người România, người Anh và người Ireland. Trong số các nhóm thiểu số còn có 200.000 người Do Thái, chủ yếu là Ashkenazi.

### Tôn giáo

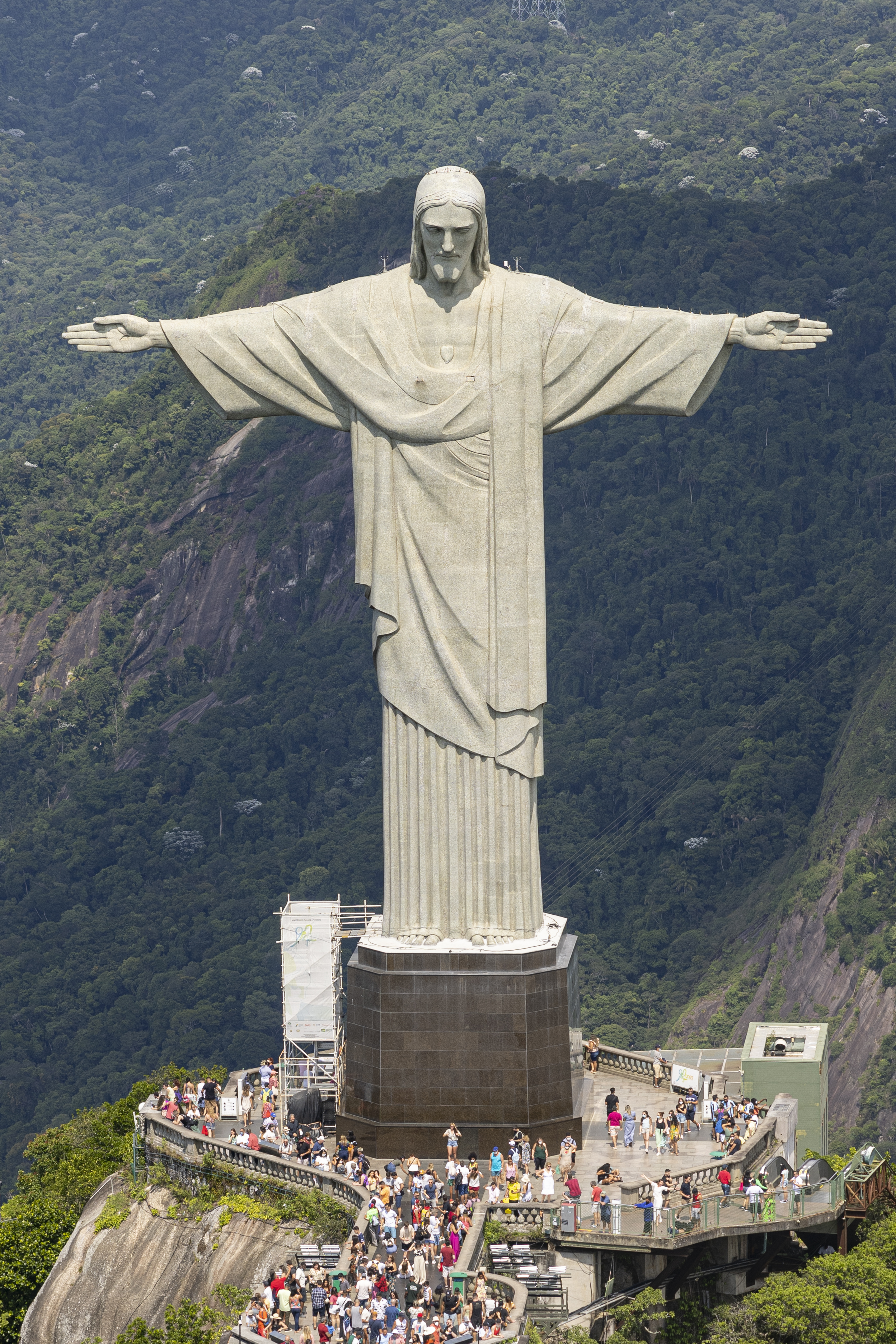
Bức tượng Chúa Cứu Thế nổi tiếng tại Rio de Janeiro

Tôn giáo tại Brasil (2022)
Kitô giáo là tôn giáo lớn nhất của Brasil, trong đó Công giáo là hệ phái lớn nhất. Brasil có dân số giáo dân lớn nhất trên thế giới. Năm 2022, 56,75% dân số theo Công giáo; 26,85% theo Tin Lành; 1,84% theo thuyết thông linh; 5,06% theo tôn giáo khác hoặc không tuyên bố tôn giáo; và 9,28% không tôn giáo.

### Ngôn ngữ
Tiếng Bồ Đào Nha là ngôn ngữ chính thức của Brasil và là ngôn ngữ thông dụng trên cả nước, được sử dụng trong báo đài, truyền hình, hoạt động hành chính, kinh tế. Brasil là quốc gia sử dụng tiếng Bồ Đào Nha duy nhất ở châu Mỹ và tiếng Bồ Đào Nha là một phần quan trọng của bản sắc dân tộc Brasil, tạo sự khác biệt giữa văn hóa Brasil và các nước láng giềng nói tiếng Tây Ban Nha.
Nhiều ngôn ngữ bản xứ được sử dụng hàng ngày trong các cộng đồng thổ dân, chủ yếu ở phía bắc Brasil. Dù nhiều trong số các cộng đồng đó tiếp xúc thường xuyên với người Bồ Đào Nha, hiện nay việc dạy các ngôn ngữ bản xứ đang được khuyến khích. Một số ngôn ngữ khác được con cháu những người nhập cư sử dụng, họ thường có khả năng nói cả hai thứ tiếng, tại các cộng đồng nông nghiệp ở phía nam Brasil. Những ngôn ngữ khác được dùng nhiều nhất là tiếng Đức và tiếng Ý. Ở thành phố São Paulo, có thể gặp những cộng đồng sử dụng tiếng Nhật như tại Liberdade.
Tiếng Anh là một phần trong chương trình giảng dạy của các trường cao học, nhưng ít người Brasil thực sự thông thạo ngôn ngữ này. Đa số những người sử dụng tiếng Bồ Đào Nha đều có thể hiểu tiếng Tây Ban Nha ở mức độ này hay mức độ khác vì sự tương đồng giữa hai ngôn ngữ cùng hệ Latinhh.

### Giáo dục

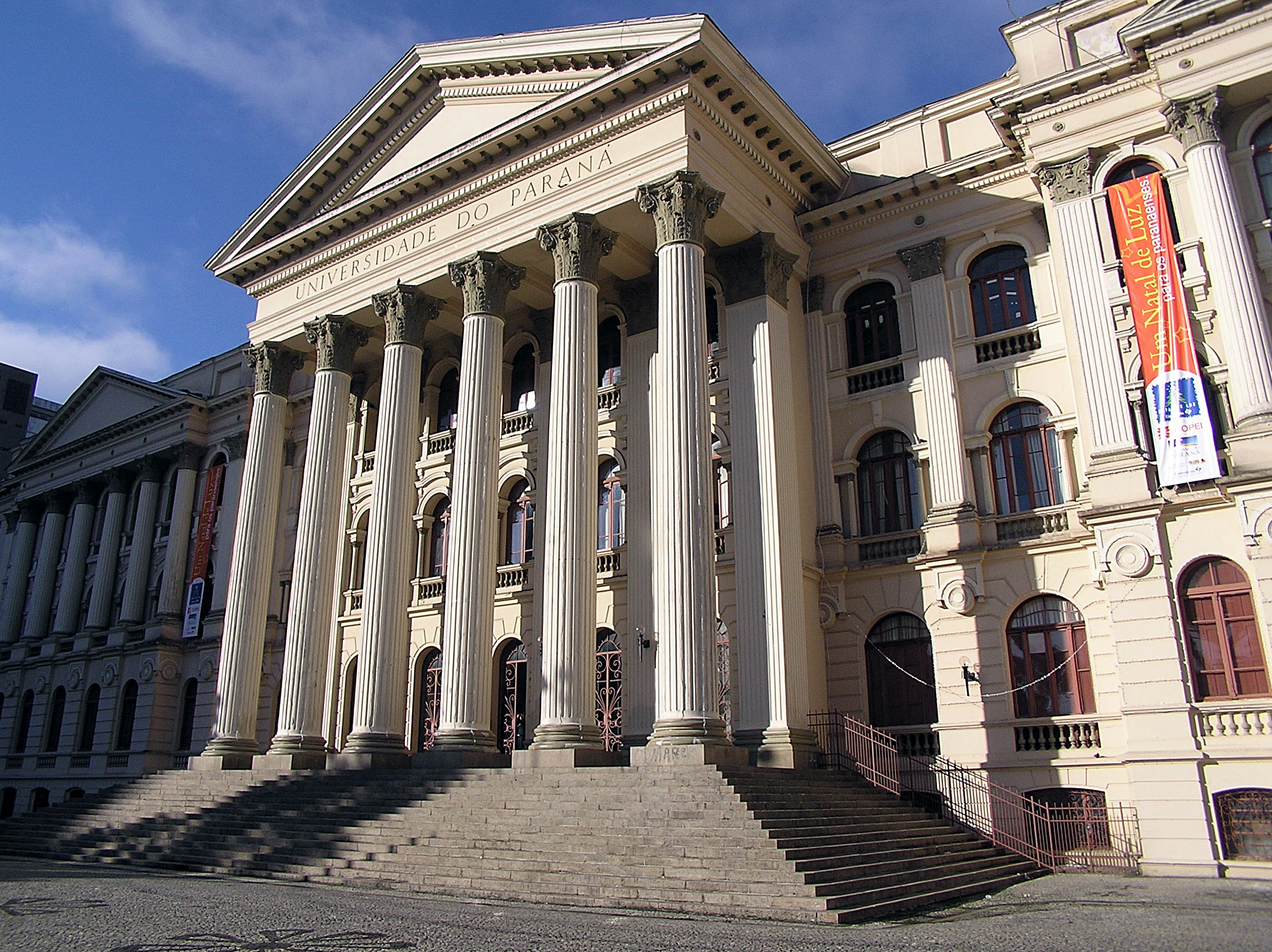
Đại học Paraná ở thành phố Curitiba

Hiến pháp Brasil và Luật Giáo dục Brasil ban hành năm 1990 xác định chính quyền liên bang, tiểu bang, quận liên bang và các đô thị tự trị tự quản lý và điều hành hệ thống giáo dục của mình. Mỗi hệ thống giáo dục tự chịu trách nhiệm về việc duy trì hoạt động, quản lý cơ cấu và các nguồn tài chính của mình. Hiến pháp mới của Brasil cũng quy định dành 25% tiền thuế tiểu bang và đô thị tự trị cũng như 18% tiền thuế của liên bang cho giáo dục. Hệ thống trường tư được thành lập tại Brasil để hoàn thiện những thiết sót của hệ thống trường công. Vào năm 2011, tỉ lệ người biết chữ ở Brasil đạt 90,4%, có nghĩa là 13 triệu người trong nước (9,6% dân số Brasil) vẫn còn mù chữ; mù chữ chức năng đạt mức 21,6% dân số . Tỷ lệ mù chữ cao nhất ở vùng Đông Bắc, 19,9% dân số của vùng này mù chữ . Theo UNESCO, nền giáo dục Brasil vẫn còn nhiều bất cập và chất lượng thấp, đặc biệt trong hệ thống trường công. Giáo dục bậc cao tại Brasil bao gồm các trường đại học và các trường hướng nghiệp.

### Y tế

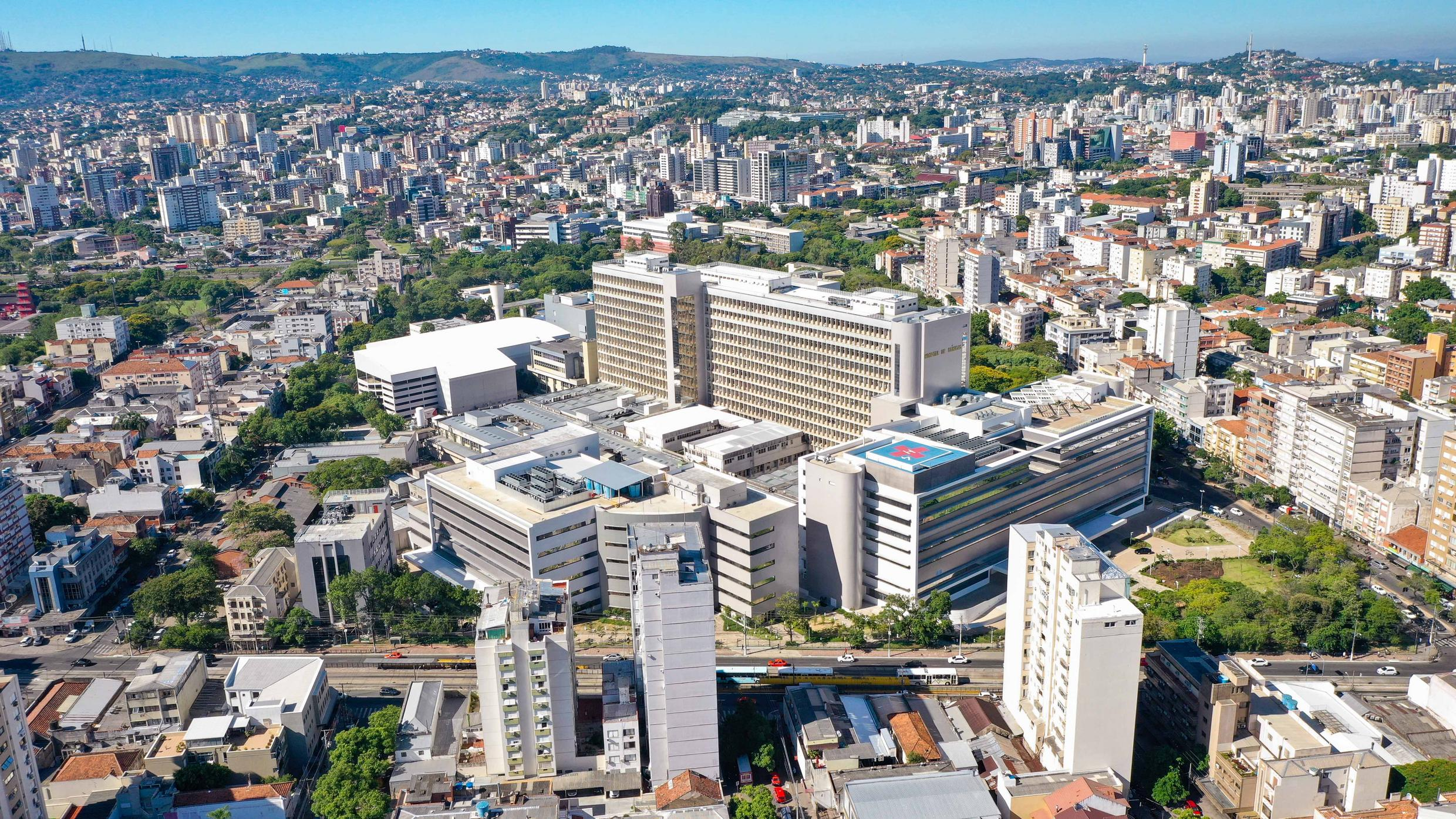
Bệnh viện Lâm sàng Porto Alegre liên kết với Đại học Liên bang Rio Grande do Sul và là một phần của SUS, hệ thống y tế công lập của Brasil

Hệ thống y tế công cộng của Brasil chủ yếu là y tế công lập do nhà nước điều hành và là hệ thống y tế công lập lớn nhất trên thế giới, trong khi y tế tư nhân đóng vai trò bổ trợ. Brasil thực hiện bảo hiểm y tế toàn dân miễn phí. Tổng số chi tiêu về y tế tại Brasil là 9% GDP. Năm 2021, Brasil 2,1 bác sĩ và 2,5 giường bệnh trên 1.000 dân.

### Các vấn đề xã hội

#### Chênh lệch giàu nghèo
Dù là một nước lớn với những nguồn tài nguyên phong phú và một nền kinh tế khá mạnh, Brasil hiện vẫn có hơn 22 triệu người sống dưới mức nghèo khổ. Gộp cả những người sống trong tình trạng khá nghèo (có thu nhập không đủ cho những nhu cầu cơ bản), con số này có thể lên tới hơn 53 triệu người (khoảng 30% dân số). Đây là vấn đề đáng báo động, và nó góp phần vào sự bất bình đẳng kinh tế của đất nước, nước này được coi là đứng hàng đầu thế giới theo hệ số Gini.
Sự nghèo khổ tại Brasil được thể hiện bởi số lượng lớn các khu ổ chuột (favela), đa số chúng đều tồn tại ở những khu vực thành thị và ở những vùng xa xôi nơi ít có những phát triển kinh tế và xã hội. Vùng Đông Bắc gặp phải những vấn đề kinh niên vì khí hậu nửa khô cằn ở những vùng nội địa, những đợt hạn hán thường kỳ ảnh hưởng tới cuộc sống của hàng triệu người.
Nỗ lực gần đây nhất nhằm giảm nhẹ tình trạng này được cựu tổng thống Luiz Inacio Lula da Silva thử nghiệm. Ông đã đề xuất một chương trình loại trừ nạn đói (Fome Zero) và tăng ngân sách dành cho các chương trình phân phối công bằng từng được đưa ra trước đó, nhưng có nhiều tranh cãi về hiệu quả thực sự của những chương trình này.
Trong vòng 12 năm qua, thuế suất của Brasil đã tăng đều hàng năm từ 28% GDP quốc gia lên tới 37%. Dù vậy, dưới con mắt của người dân những cải thiện trong các lĩnh vực công cộng do chính phủ liên bang và các bang hay các chính phủ địa phương là chưa đủ (trong một số trường hợp, chưa có một cải thiện nào cả) . Mọi người tin rằng hai nguyên nhân chính của tình trạng này là:
- Lãi suất cao của những khoản nợ của chính phủ [97].
- Tham nhũng tràn lan [98]: Từ cuối thời kỳ nắm quyền của quân đội và tái lập tự do báo chí trong nước, những vụ scandal liên tục với sự dính líu của cả nhánh hành pháp, lập pháp và tư pháp. Nạn hối lộ, tham ô, rửa tiền và ngân hàng nặc danh đã trở thành hệ thống.

Khoảng 13 triệu người dân Brasil chính thức được coi là mù chữ.

#### Tội phạm
Trong những thập kỷ qua, tình trạng tội phạm trên khắp Brasil đã trở thành một vấn nạn. Tỷ lệ giết người ở Brasil cao hơn bốn lần so với Mỹ, và đa số các vụ tội phạm không được khám phá. Theo hầu hết các nguồn tin, Brasil sở hữu tỷ lệ tội phạm bạo lực ở mức rất cao, chẳng hạn như số lượng các vụ giết người và cướp bóc; tỷ lệ giết người của Brasil là 20-30 vụ giết người trên 100.000 theo thống kê của UNODC , đặt Brasil vào top 20 quốc gia có tỷ lệ giết người cao nhất trên thế giới. Trong thời gian gần đây, tỷ lệ giết người ở Brasil vẫn ổn định ở mức tương đối cao. Những vụ tội phạm đường phố là một vấn đề đau đầu cho các quan chức địa phương, đặc biệt vào buổi tối, trong khi ở những vùng nông thôn, những vụ cướp bóc dọc đường xảy ra thường xuyên.
Brasil là một nhà nhập khẩu cocaine lớn của thế giới, cũng như là một phần quan trọng của đường dây buôn bán ma túy xuyên quốc tế. Vũ khí và cần sa được sử dụng bởi tội phạm chủ yếu được sản xuất trong nước.
Rio de Janeiro được coi là có tình trạng tội phạm tồi tệ nhất nước. Những vụ bắn nhau trong các khu nhà ổ chuột giữa cảnh sát và tội phạm hay giữa các băng nhóm tội phạm với nhau trở nên quá quen thuộc, tương tự như một cuộc chiến tranh du kích trong đô thị. Các quan chức thành phố hầu như không thể kiểm soát được khu vực bên trong các khu ổ chuột, khiến chúng trở thành hang ổ của những kẻ buôn bán ma tuý, thậm chí một số tên đã bị bỏ tù nhưng vẫn điều hành đường dây của chúng. Thậm chí có điều luật cho phép từ 10 giờ chiều tới 6 giờ sáng, các lái xe được phép không dừng khi có tín hiệu đèn giao thông bởi nguy cơ cao bị tấn công hay bắt cóc vào ban đêm.

## Văn hoá

### Những ảnh hưởng khác nhau

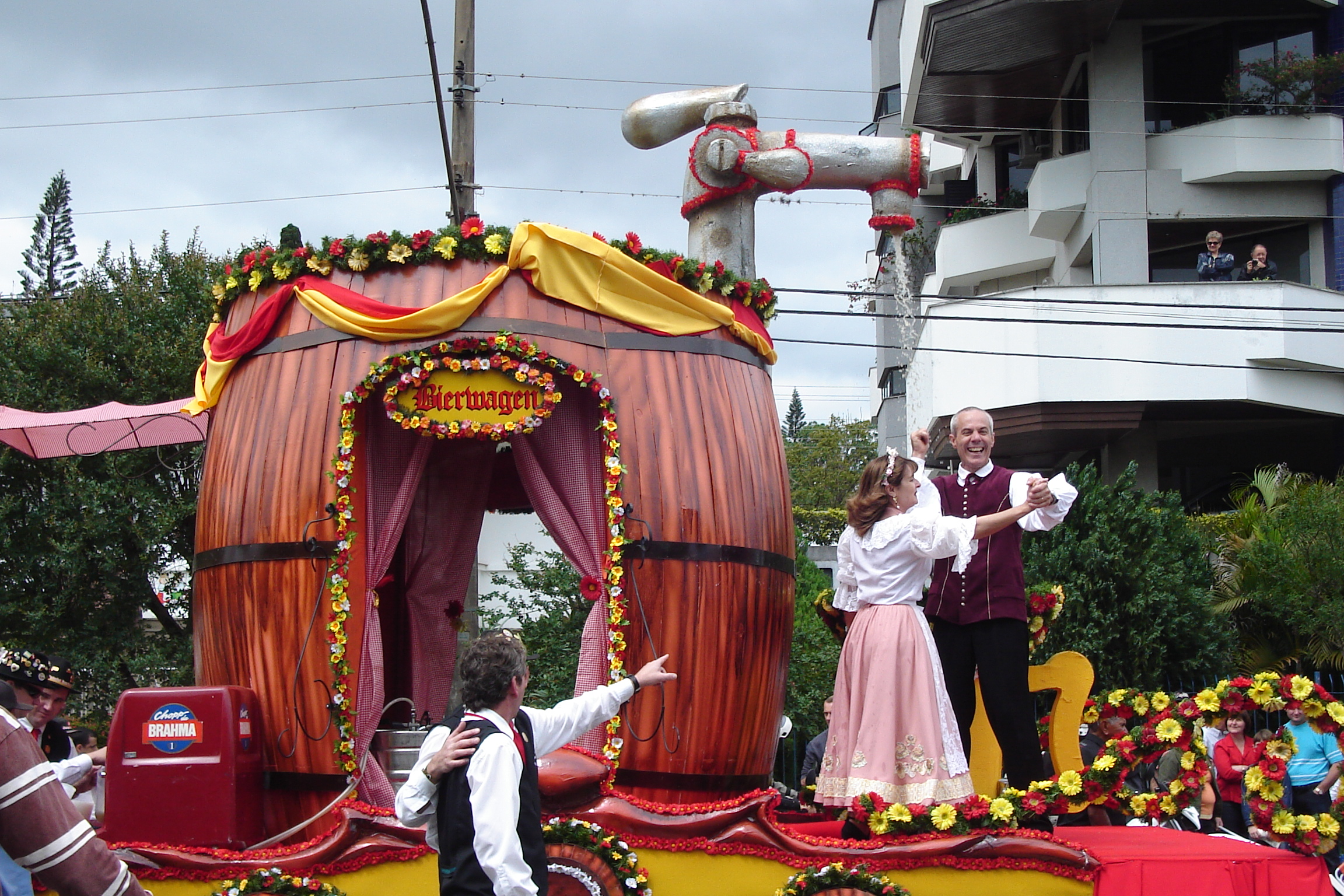
Lễ hội Oktoberfest của Đức tại Brasil

Văn hóa của Brasil chủ yếu dựa trên nền văn hóa của Bồ Đào Nha. Nước này đã từng là thuộc địa của Bồ Đào Nha trong vòng ba thế kỉ và những người dân di cư Bồ Đào Nha đã mang đến cho Brasil những nền tảng quan trọng của nền văn hóa nước này là tiếng Bồ Đào Nha, đạo Công giáo và kiến trúc. Bên cạnh đó còn có những phong tục tập quán và lối sống đặc trưng của người dân Bồ Đào Nha.
Là một đất nước đa chủng tộc với nhiều màu sắc văn hóa, Brasil còn chịu ảnh hưởng của nhiều dân tộc khác nữa. Những người thổ dân châu Mỹ có ảnh hưởng đến vốn từ vựng và ẩm thực của Brasil, trong khi người da đen gốc châu Phi, vốn được mang đến Brasil để làm nô lệ trước kia, lại có ảnh hưởng quan trọng trong âm nhạc và các điệu nhảy của nước này. Vào thế kỷ XIX và thế kỷ XX, những dòng người nhập cư đến từ Ý, Đức, Tây Ban Nha, Nhật Bản, Trung Đông đã đến Brasil và thiết lập nên những cộng đồng lớn sinh sống với nhau tại các thành phố, tạo nền những dấu ấn độc đáo khác nhau và tập trung chủ yếu tại miền nam Brasil.

### Văn học

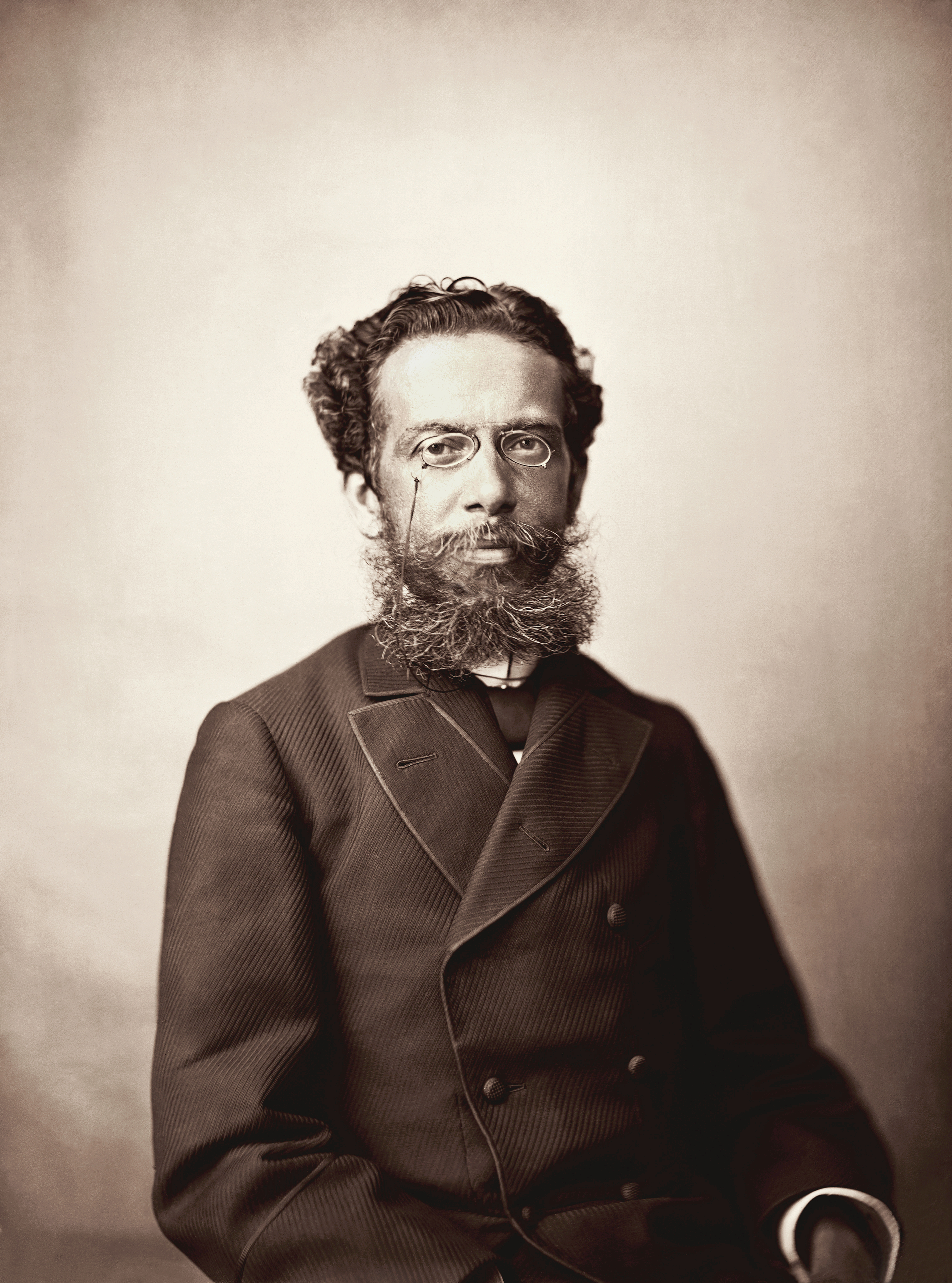
Machado de Assis, nhà văn nổi tiếng Brasil thế kỷ XIX

Một trong những văn bản đầu tiên viết về đất nước Brasil là lá thư của Pêro Vaz de Caminha gửi cho vua Manuel I của Bồ Đào Nha, người ghi chép trên tàu của Pedro Álvares Cabral, nhà thám hiểm đã khám phá ra đất nước Brasil. Tiếng Bồ Đào Nha có ảnh hưởng quan trọng nhất đối với nền văn học của Brasil. Trong thời kỳ thuộc địa, những nhà văn tại Brasil đã cho ra đời nhiều tác phẩm văn học về sử thi, thơ và kịch phản ánh về cuộc sống và những sự kiện diễn ra trên đất nước này. Một trong những nhà văn nổi tiếng nhất thời kỳ này là cha António Vieira, một linh mục dòng Tên với những tác phẩm mang phong cách văn học Baroque. Năm 1822, Brasil giành được độc lập và sau đó là những chuyển biến mới trong nền văn học của nước này. Chủ nghĩa lãng mạn xuất hiện cùng với những tác phẩm văn học về những người thổ dân và người da đen, cũng như phản ánh và quan tâm hơn đến các vấn đề xã hội. Tiêu biểu là nhà văn Gonçalves Dias và José de Alencar đã viết nhiều tác phẩm về những người dân bản xứ Brasil, hay nhà văn Antônio Castro Alves đã viết về những nỗi khốn khổ của người nô lệ da đen.
Đến giữa thế kỷ XIX, chủ nghĩa lãng mạn dần thoái trào và nhường chỗ cho những tác phẩm thuộc chủ nghĩa hiện thực. Văn xuôi được sử dụng nhiều hơn. Với ảnh hưởng của chủ nghĩa tự nhiên, các tác phẩm văn học thời kỳ này phản ánh nhiều phương diện và tầng lớp xã hội. Hai nhà văn lớn nhất thời kỳ này là Machado de Assis và Euclides da Cunha. Thế kỷ XX chứng kiến sự phát triển của chủ nghĩa hiện đại và hậu hiện đại trong văn học Brasil với những tên tuổi như Mário de Andrade, Jorge Amado...

### Kiến trúc

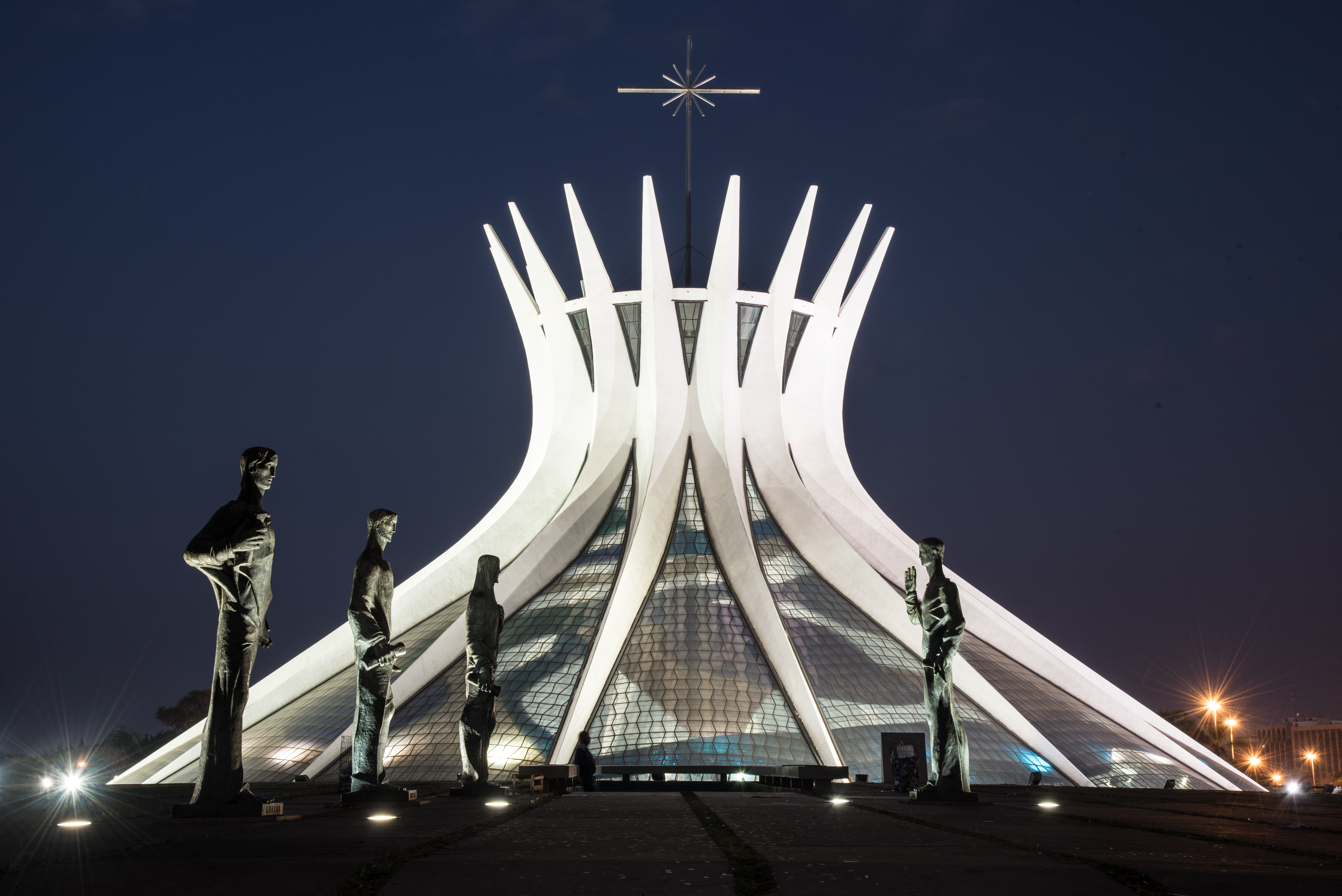
Thánh đường Brasília, một công trình nổi tiếng của thủ đô Brasil

Nền kiến trúc của Brasil bắt đầu từ thời kỳ thuộc địa Bồ Đào Nha, khi những pháo đài trung cổ đầu tiên được người Bồ Đào Nha thiết lập tại đây từ khoảng năm 1530. Trong thời kỳ thuộc địa, những công trình lớn chủ yếu được xây dựng là các nhà thờ và thánh đường mang đậm ảnh hưởng của phong cách kiến trúc Baroque Bồ Đào Nha. Nhiều thị trấn và thành phố cổ ở Brasil được xây dựng với nhiều nét giống với các thành phố của châu Âu. Đầu thế kỷ XIX, tại Brasil bắt đầu xuất hiện trường phái kiến trúc tân cổ điển. Rồi đến giai đoạn cuối thể kỉ 19 - đầu thế kỷ XX, các tòa nhà ở Brasil lại chịu ảnh hưởng của phong cách kiến trúc Pháp. Bên cạnh đó, những dòng người nhập cư khác cũng mang đến cho kiến trúc Brasil nhiều sắc thái khác nhau, ví dụ như kiến trúc kiểu Đức tại các bang miền nam Brasil.
Sang thế kỷ XX, kiến trúc hiện đại Brasil đã có nhiều bước phát triển vượt bậc. Oscar Niemeyer là một trong những kiến trúc sư nổi tiếng nhất ở Brasil. Ông đã phụ trách rất nhiều công trình lớn tại thủ đô Brasília và thành phố này đã được UNESCO công nhận là Di sản văn hóa thế giới.

### Thể thao

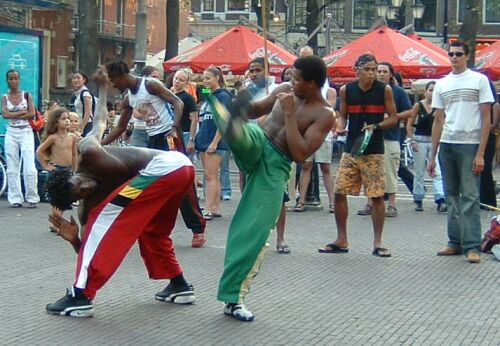
Capoeira phản ánh ảnh hưởng Châu Phi trong văn hoá Brasil

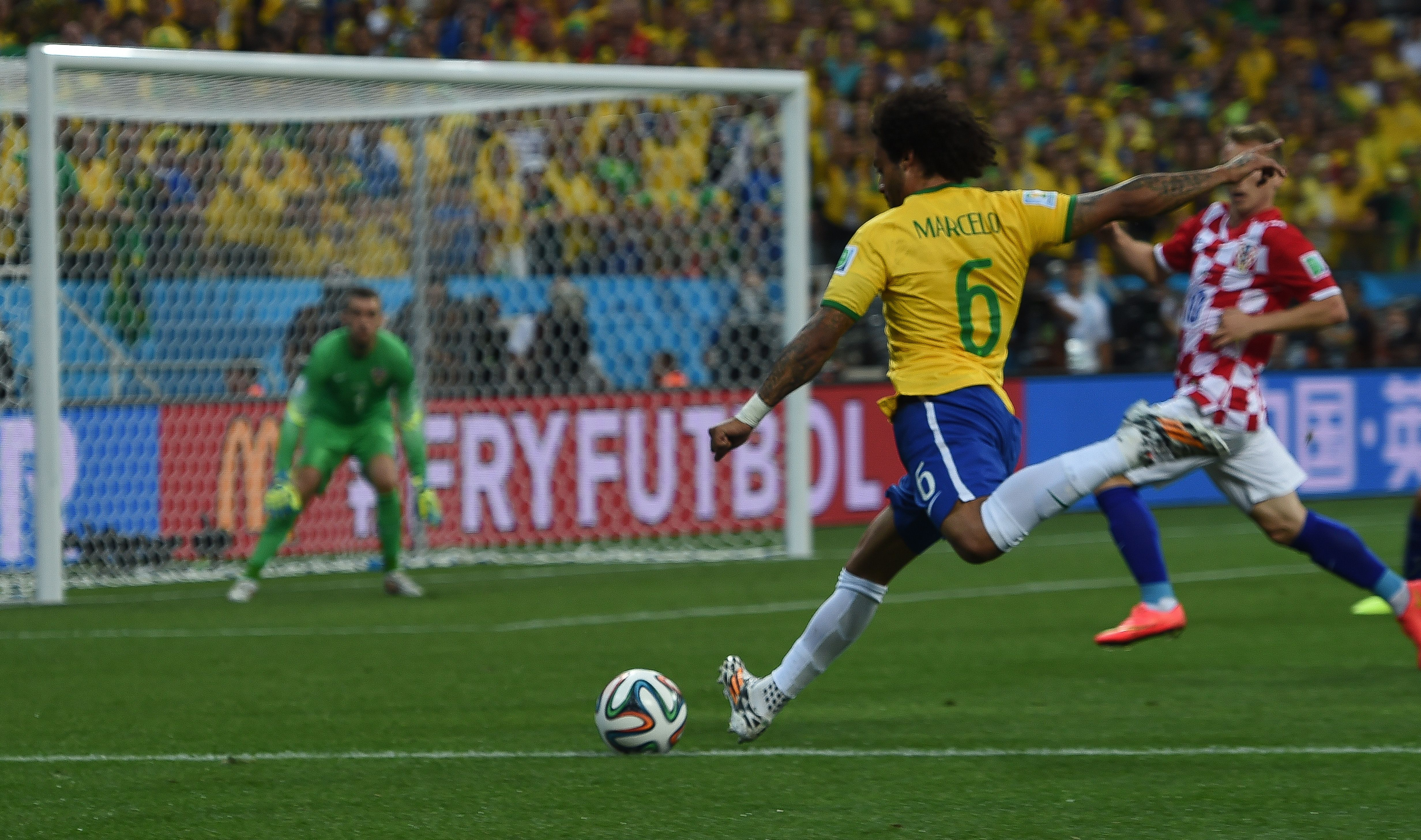
Đội tuyển bóng đá Brasil trong một trận đấu tại World Cup 2014

Các môn thể thao phổ biến nhất tại Brasil là môn Futsal và bóng đá. Đồng thời, Brasil cũng được coi là cường quốc trong các môn thể thao này. Đội tuyển bóng đá quốc gia Brasil là đội tuyển thành công nhất trong tất cả các đội tuyển bóng đá quốc gia trên thế giới. Nước này đã 5 lần vô địch World Cup bóng đá 11 người lẫn futsal vào các năm 1958, 1962, 1970, 1994, 2002 (11 người) và 1989, 1992, 1996, 2008, 2012 (futsal) đồng thời là đội tuyển duy nhất tham dự đủ mọi kỳ World Cup. Sau khi vô địch World Cup lần thứ ba, đội tuyển Brasil đã được phép giữ vĩnh viễn chiếc Cúp vô địch. Brasil cũng có nhiều cầu thủ nổi tiếng thế giới như Pelé, Garrincha, Jairzinho, Rivelino, Carlos Alberto, Zico, Romário, Ronaldo, Rivaldo, Roberto Carlos, Ronaldinho, Kaká, Neymar, Marcelo Vieira và Falcão (cầu thủ futsal). Cơ quan đại diện cho bóng đá tại Brasil là Liên đoàn bóng đá Brasil. Bóng đá từ lâu đã trở thành một phần văn hóa Brasil. Đây là môn thể thao yêu thích của nhiều thanh niên và các kỳ World Cup tại đất nước này được coi là những sự kiện lớn và thu hút rất nhiều người dân theo dõi.
Bên cạnh đó, đội tuyển bóng đá nữ Brasil cũng thu được khá nhiều thành tích và nhiều lần vô địch Copa America nữ. Tại Giải vô địch bóng đá nữ thế giới 2007, họ đã giành vị trí á quân. Nữ cầu thủ bóng đá nổi tiếng nhất Brasil là Marta, người đoạt hai danh hiệu Quả bóng Vàng và Chiếc giày Vàng tại World Cup 2007 cũng như được FIFA bình chọn là nữ cầu thủ xuất sắc nhất thế giới 5 năm liên tiếp (2006, 2007, 2008, 2009, 2010).
Brasil đã từng tổ chức hai kỳ World Cup đó là vào các năm 1950 và 2014. Đồng thời, thành phố Rio de Janeiro là thành phố đầu tiên của Nam Mỹ giành quyền đăng cai Thế vận hội Mùa hè 2016.

Không chỉ có bóng đá, Brasil cũng là nước có thế mạnh tại nhiều môn thể thao khác như bóng rổ, bóng chuyền, tennis, bơi lội. Capoeira, một môn võ thuật có nguồn gốc châu Phi cũng được đông đảo người dân Brasil ưa chuộng. Nhu thuật Brasil được coi là một môn võ thuật có tính chiến đấu cao, thường xuyên xuất hiện trên các võ đài võ tự do. Ngoài ra, đất nước này còn sản sinh ra nhiều môn thể thao khác nữa. Có thể kể ra như môn bóng đá bãi biển, bắt nguồn trên những bãi biển của Rio de Janeiro hay biribol, một biến thể chơi dưới nước của bóng chuyền.

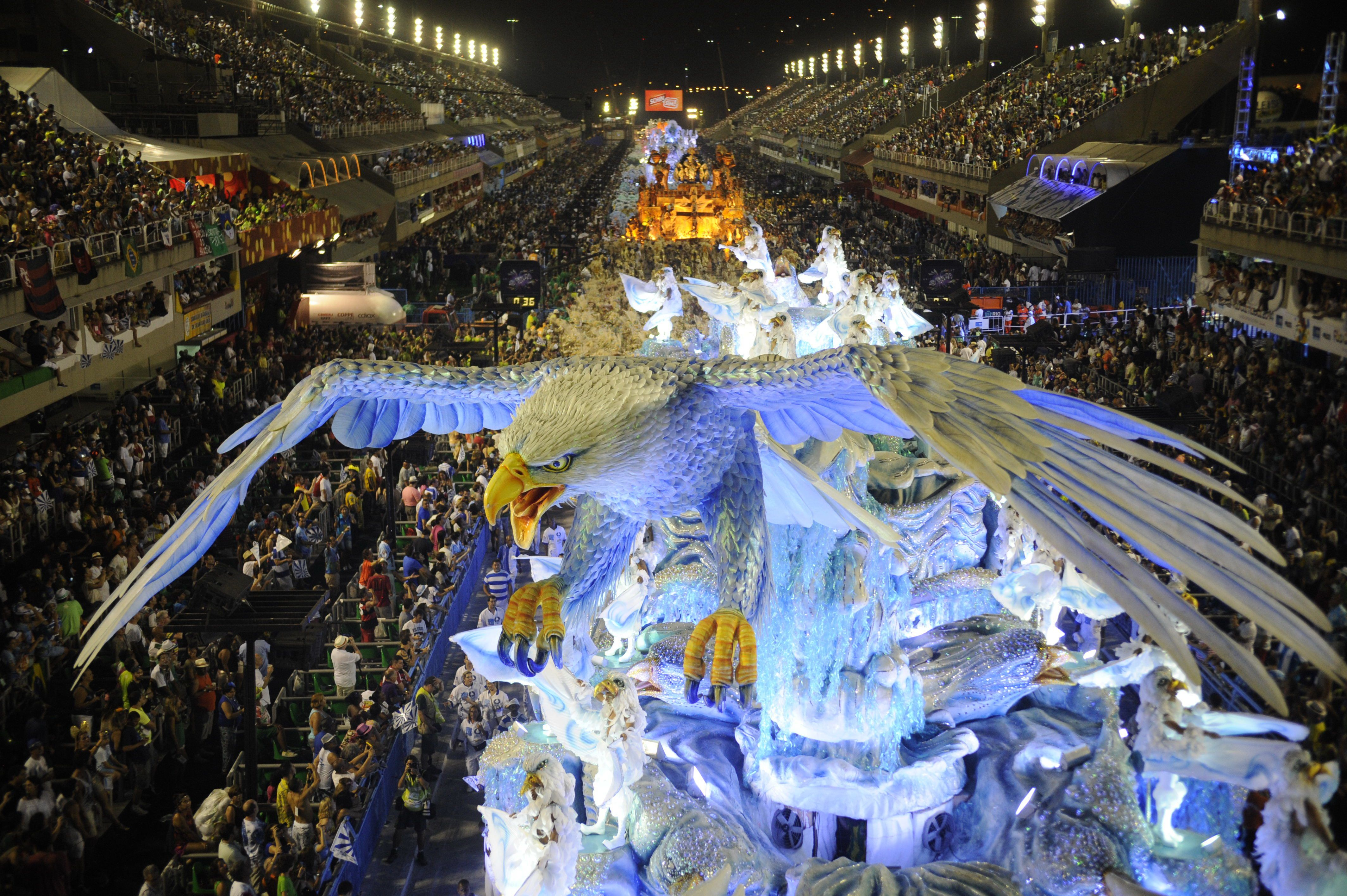
Rực rỡ Carnaval tại Rio

### Lễ hội Carnaval
Carnaval là một lễ hội nổi tiếng của đất nước Brasil. Lễ hội diễn ra 40 ngày trước Lễ Phục sinh và là thời điểm để bắt đầu mùa ăn chay. Lễ hội Carnaval ở Brasil rất nổi tiếng, đặc biệt là tại Rio de Janeiro. Trong lễ hội, những đoàn diễu hành đầy màu sắc đi qua những con phố lớn với những chiếc xe được trang trí rực rỡ, những vũ công mặc trang phục nhiều màu sắc và âm nhạc rộn rã. Tại Rio de Janeiro có hẳn những trường lớp đào tạo vũ công samba cho dịp lễ hội này. Bên cạnh đó, lễ hội Carnaval còn được tổ chức tại nhiều nơi khác trên đất nước Brasil như tại các bang Bahia, Pernambuco hay Minas Gerais với một số điểm khác biệt riêng nhưng lễ hội Carnaval tại Rio de Janeiro là nổi tiếng nhất. Lễ hội này cũng là một trong những yếu tố thu hút khách du lịch nước ngoài tới Brasil.

### Ngày lễ quốc gia
| Ngày lễ cố định                |                                                         | |
| Thời điểm                      | Tên                                                     | Mục đích |
| 1 tháng 1                      | Năm mới                                                 | Ngày bắt đầu năm mới theo lịch phổ biến |
| 21 tháng 4                     | Ngày Tiradentes                                         | Kỉ niệm phong trào giành độc lập (Inconfidência Mineira) |
| 1 tháng 5                      | Ngày Quốc tế Lao động                                   | Vinh danh giai cấp công nhân |
| 7 tháng 9                      | Ngày độc lập (Independência)                            | Kỉ niệm tuyên bố độc lập của Brasil từ Bồ Đào Nha |
| 12 tháng 10                    | Lễ Đức Mẹ Aparecida (Nossa Senhora Aparecida)           | Kỉ niệm vị quan thầy của Brasil |
| 2 tháng 11                     | Lễ Các Đẳng (Finados)                                   | Tưởng niệm những người đã khuất |
| 15 tháng 11                    | Ngày thành lập nước Cộng hòa (Proclamação da República) | Kỉ niệm sự chuyển đổi từ nền quân chủ sang chế độ cộng hòa |
| 25 tháng 12                    | Giáng sinh (Natal)                                      | Kỉ niệm ngày Chúa Giêsu ra đời |
| Ngày lễ thay đổi theo năm      |                                                         | |
| Thời điểm                      | Tên                                                     | Mục đích |
| Khoảng tháng 2 hoặc tháng 3    | Lễ hội Carnaval                                         | Diễn ra ngay trước Mùa chay, mặc dù không phải ngày lễ quốc gia nhưng do Carnaval được đánh dấu bằng ngày thứ Ba trước thứ Tư của Mùa chay, nên thông thường người Brasil không làm việc từ thứ Hai và vì vậy đợt lễ sẽ kéo dài 4 ngày (từ Chủ nhật đến hết thứ Tư) |
| Khoảng tháng 3 hoặc tháng 4    | Thứ sáu Tuần Thánh (Sexta-Feira Santa)                  | Kỉ niệm sự đóng đinh vào thập giá và sự chết của Chúa Giêsu |
| Khoảng tháng 5 hoặc tháng 6    | Lễ Mình Máu Chúa Kitô (Corpus Christi)                  | Kỉ niệm Chúa Giêsu thiết lập Bí tích Thánh Thể |
| Ngày bầu cử                    |                                                         | |
| Thời điểm                      | Tên                                                     | Mục đích |
| Chủ nhật đầu tiên của tháng 10 | Ngày bầu cử Tổng thống Brasil (Eleição)                 | Theo luật số 9.504/97, cứ 4 năm một lần ngày bầu cử Tổng thống Brasil được tổ chức vào Chủ nhật đầu tiên của tháng 10. Nếu phải bầu cử vòng hai thì ngày bầu sẽ là Chủ nhật cuối cùng của tháng.                                                                    |